# Giuseppe Garibaldi
Giuseppe Garibaldi (Nice, 11 de julho de 1807 – Caprera, 2 de junho de 1882) foi um general, guerrilheiro, patriota e revolucionário italiano.
Foi alcunhado de "herói de dois mundos", devido à sua participação em conflitos na Europa e na América do Sul. Uma das mais notáveis figuras da unificação italiana, projectada pela organização republicana Jovem Itália da qual fazia parte ao lado de Giuseppe Mazzini e de Camilo Benso, Conde de Cavour. Nasceu em Nizza (hoje Nice, na França), então ocupada pelo Primeiro Império Francês e que retornaria ao Reino da Sardenha, com a queda de Napoleão Bonaparte, para ser depois cedida à França por Cavour, pelo tratado de Turim (24 de março de 1860).

## Biografia

### De marinheiro a exilado
Garibaldi nasceu em Nice, que na época era parte do departamento francês dos Alpes Marítimos. Isto antes que este departamento fosse devolvido para a Casa de Saboia, governantes do Reino da Sardenha, depois da derrota de Napoleão Bonaparte, nos termos do Congresso de Viena (1815). Após 1860, retornou ao domínio francês. Desta forma, Garibaldi foi batizado em 29 de julho de 1807, na igreja de San Martino di Acri e registrado como cidadão francês, com o nome de Joseph Marie Garibaldi.
A sua família tinha se transferido para Nice na década de 1770. O pai, Domenico Garibaldi (1766-1841), nascido em Chiavari, era proprietário de uma tartana chamada Santa Reparata, de 29 toneladas, a mãe, Rosa Raimondi (1776-1852), era originária de Loano, naquela época parte da República Liguriana.
Giuseppe era o segundo de seis filhos: Angelo, seu irmão mais velho, foi cônsul nos Estados Unidos; Michele foi capitão na marinha; Felice representante de uma companhia de navegação; Elisabetta e Maria Teresa morreram ainda crianças: a primeira em um incêndio na enfermaria em que se encontrava, a segunda de doença.

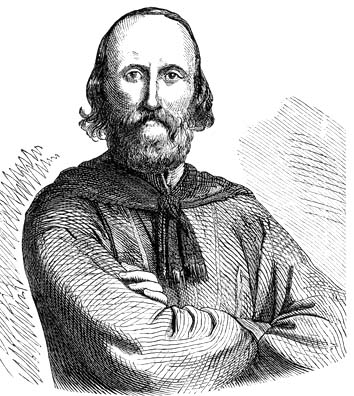
Giuseppe Garibaldi; lustração do livro do século XIX: Lesebuch der Weltgeschichte oder Die Geschichte der Menschheit, de William Rednbacher, 1890

Não se conhece muito da infância de Garibaldi: aos oito anos teria salvo do afogamento uma lavadeira, o primeiro salvamento de uma série constante na sua vida, de pelo menos doze. Em 1814, a casa dos Garibaldi foi demolida como parte da expansão do porto e a família se mudou. Seus pais queriam que fosse advogado, médico ou sacerdote, mas Garibaldi não gostava dos estudos, preferindo os exercícios físicos e a vida no mar, ele mesmo contava que era mais amigo da diversão que do estudo.
Com o pai se opondo a sua vocação marinheira, durante as férias tentou fugir por mar para Gênova, com três amigos: Cesare Parodi, Celestino Bernord e Raffaello de Andre. Foi porém descoberto por um padre que avisou a família sobre a fuga, sendo descoberto à altura de Mônaco e reconduzido à casa.
Giuseppe Garibaldi passou dez anos de sua vida a bordo de navios mercantes e com o tempo chegou a obter licença de capitão. Mas seus desejos de aventura não permitiram que permanecesse na carreira dos mares. Em abril de 1833, em Taganrog, na Rússia, enquanto comandava a escuna Clorinda, levando um carregamento de laranjas, conheceu Giovanni Battista Cuneo de Oneglia e entrou em contato com a sociedade secreta Jovem Itália, sendo seduzido pelas ideias socialistas de Henri Saint-Simon e da Jovem Itália, fundada por Giuseppe Mazzini. Mazzini era republicano e ardoroso defensor da unidade italiana, que esperava alcançar por meio de um levantamento popular.
Garibaldi se uniu à sociedade secreta, jurando dedicar sua vida à libertação da sua terra natal do jugo estrangeiro. Em novembro de 1833, encontrou-se com Mazzini, iniciando um relacionamento que mais tarde se tornaria problemático. Juntou-se à Carbonária e em fevereiro de 1834 tomou parte da fracassada insurreição de Gênova, sendo condenado à morte por uma corte genovesa. Refugiou-se em Marselha e, em 1835, fugiu para a Tunísia, chegando depois ao Rio de Janeiro. Com 28 anos iniciava seu primeiro exílio.

## Brasil

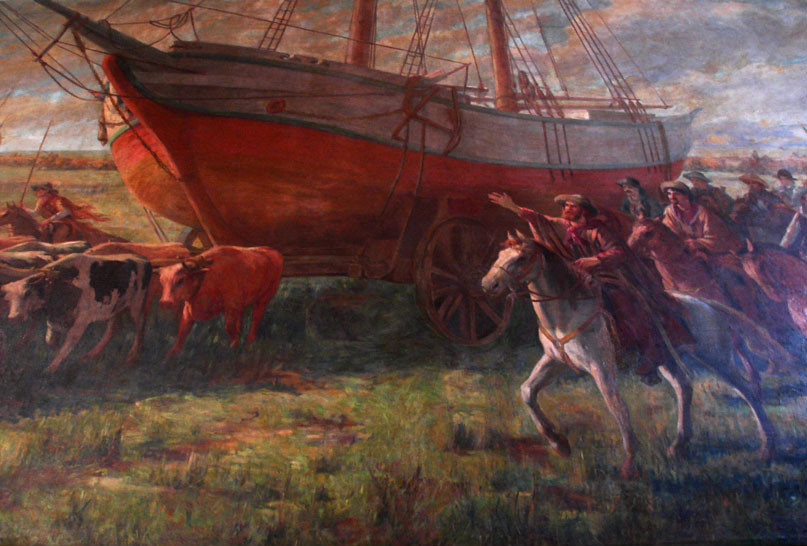
Garibaldi liderando a expedição a Laguna
Lucílio de Albuquerque
Instituto de Educação General Flores da Cunha
Porto Alegre

Residiu algum tempo no Rio de Janeiro, onde foi membro da Congrega della Giovine Itália, fundada por Giuseppe Stefano Grondona. Foi também no Rio de Janeiro que conheceu Luigi Rossetti, com quem se juntou à Revolução Farroupilha.
Também conheceu Bento Gonçalves da Silva ainda em sua prisão, no Rio de Janeiro, e obteve dele uma carta de corso para aprisionar embarcações imperiais. Em 1 de setembro de 1838, Garibaldi foi nomeado capitão-tenente, comandante da marinha farroupilha. Rossetti e Garibaldi transformaram seu pequeno barco comercial Mazzini em corsário a serviço da República Rio-Grandense. No caminho para o sul, atacaram um navio austríaco, com uma carga de café e trocaram de navio com seus ocupantes, rebatizando a nova embarcação de Farroupilha. Enquanto Rossetti desembarcou no porto de Maldonado, Garibaldi foi capturado pela polícia marítima uruguaia, acabando preso na Argentina. Depois de algum tempo preso, tendo inclusive sido torturado, conseguiu fugir e chegar ao Rio Grande do Sul.
Junto dos republicanos foi encarregado de criar um estaleiro, o que foi feito junto a uma fábrica de armas e munições em Camaquã, na estância de Ana Gonçalves, irmã de Bento Gonçalves. Lá Garibaldi coordenou a construção e o armamento de dois lanchões de guerra. Para participar da empreitada marinheiros vieram de Montevidéu e outros foram recrutados pelas redondezas.

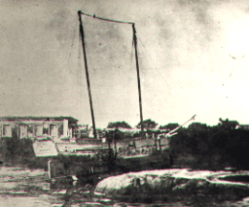
O Seival

Terminada a construção dos barcos, foram lançados à água os lanchões Seival e Farroupilha. Porém, acossados pela armada de John Pascoe Grenfell, não tiveram muito sucesso: capturaram alguns barcos de comércio desprevenidos, em lagoas ou rios longe da Armada Imperial. Surgiu, então, o plano de levar os barcos pela lagoa dos Patos até o rio Capivari e, dali, por terra, sobre rodados especialmente construídos para isso, até a barra do Tramandaí, onde os barcos tomariam o mar. Os farrapos despistaram a armada imperial e conseguiram enveredar pelo estreito do rio Capivari e passaram os barcos à terra em 5 de julho de 1839. Puxados sobre rodados, os dois lanchões artilhados, com cem juntas de bois, atravessaram ásperos caminhos, pelos campos úmidos - em alguns trechos completamente submersos, pois era inverno, com tempo feio, chuvas e ventos, que tornavam o chão um grande lodaçal. Cada barco tinha dois eixos e quatro grandes rodas, revestidas de couro cru. Piquetes corriam os campos entulhando atoleiros, enquanto outros cuidavam da boiada.
Levaram seis dias até a lagoa Tomás José, vencendo 90 km e chegando a 11 de julho. No dia 13, seguiram da lagoa Tomás José à barra do rio Tramandaí, no oceano Atlântico e no dia 15, lançaram-se ao mar com uma tripulação mista de 70 homens. O Seival, de 12 toneladas, era comandado pelo norte-americano John Griggs, conhecido como "João Grandão", e o Farroupilha de 18 toneladas, comandado por Garibaldi - ambos armados com quatro canhões de doze polegadas, de molde "escuna". Por fim, a 14 de julho de 1839, os lanchões rumaram a Laguna para atacar a província vizinha. Na costa de Santa Catarina, próximo ao rio Araranguá, uma tempestade pôs a pique o Farroupilha, salvando-se milagrosamente uns poucos farrapos, entre eles o próprio Garibaldi.

Bandeira da República Juliana

Com a chegada da marinha farroupilha a Santa Catarina, unindo-se às tropas do exército, sob o comando geral de David Canabarro, foi possível preparar o ataque a Laguna por terra e pela água. A marinha farroupilha entrou através da lagoa de Garopaba do Sul, passando pelo rio Tubarão e atacou Laguna por trás, surpreendendo os imperiais que esperavam um ataque de Garibaldi pela barra de Laguna e não pela lagoa. Garibaldi tomou um brigue e dois lanchões, enquanto somente o brigue-escuna Cometa conseguiu escapar para o mar.
O império então impôs um bloqueio naval que buscava estrangular a república economicamente. Garibaldi ainda conseguiu furar o bloqueio com três barcos, capturou dois navios de comércio, trocou tiros com o brigue-escuna Andorinha e tomou o porto de Imbituba. Alguns dias mais tarde retornou a Laguna, em 5 de novembro.
Pouco tempo depois, o império reagiu com força total, comandado pelo general Francisco José de Sousa Soares de Andrea, comandante de armas de Santa Catarina, com mais de três mil homens atacando por terra. Enquanto isto, por mar, o almirante imperial Frederico Mariath, com uma frota de 13 navios, melhor equipados e experientes, iniciou a batalha naval de Laguna. Garibaldi fundeou convenientemente seus cinco navios, que se bateram contra os imperiais valentemente, mas sem chances de vitória. Nos navios farroupilhas nenhum comandante ou oficial escapou com vida. O próprio Garibaldi, vendo a derrota iminente, queimou seu navio, a escuna Libertadora, e se juntou à tropa de Canabarro, que preparou a retirada de Laguna. Era o fim da marinha farroupilha.

Em Laguna, Garibaldi ainda conheceu Ana Maria de Jesus Ribeiro, conhecida depois como Anita Garibaldi, com quem se casaria e que se tornaria sua companheira de lutas na América do Sul e depois na Itália.
Eu vi corpos de tropas mais numerosas, batalhas mais disputadas, mas nunca vi, em nenhuma parte, homens mais valentes, nem cavaleiros mais brilhantes que os da bela cavalaria rio-grandense, em cujas fileiras aprendi a desprezar o perigo e combater dignamente pela causa sagrada das nações. 

Quantas vezes fui tentado a patentear ao mundo os feitos assombrosos que vi realizar por essa viril e destemida gente, que sustentou, por mais de nove anos contra um poderoso império, a mais encarniçada e gloriosa luta!
Depois das queda de Laguna, as tropas farroupilhas tomaram o caminho de Lages para retornar ao Rio Grande do Sul. Enquanto isso, o governo imperial havia decidido enviar um contingente de tropas ao sul pelo interior, com a missão de retomar Lages e depois auxiliar contra o cerco de Porto Alegre pelos farrapos. Travando pequenos combates com piquetes farroupilhas em novembro, através dos Campos dos Curitibanos e Campos Novos, as tropas imperiais chegaram a Lages, onde retomaram a vila. Os farroupilhas ainda retomaram Lages brevemente, mas as tropas legalistas foram reforçadas por uma divisão vinda de Cruz Alta, sob o comando do coronel Antônio de Melo Albuquerque, o "Melo Manso". Garibaldi e Teixeira Nunes, pressentindo um ataque, dividiram suas tropas, uma partindo para o norte, onde, perto do rio Marombas encontrou uma tropa legalista superior em 12 de janeiro de 1840. Os republicanos foram dizimados e dos 500 iniciais, menos de 50 conseguiram retornar a Lages e depois voltar ao Rio Grande do Sul.
Garibaldi ainda participou com Bento Gonçalves, Domingos Crescêncio de Carvalho e 1 200 homens da campanha pela conquista de São José do Norte, onde, depois de uma longa marcha a cavalo, se travou uma duríssima batalha de quase nove horas, tendo os farrapos tomado a cidade por pouco tempo - a reação vinda de Rio Grande logo expulsou os farrapos embriagados.
A pedido, o presidente Bento Gonçalves dispensou Garibaldi de suas funções e ele então mudou-se para Montevidéu, no Uruguai, com Anita e seu filho Menotti Garibaldi, nascido em Mostardas, no litoral sul do estado do Rio Grande do Sul. Recebeu um rebanho de 900 cabeças de gado, das quais, depois de 600 quilômetros de marcha, 300 chegaram a Montevidéu, em junho de 1841.

## Uruguai
No Uruguai, casou-se em 26 de março de 1842, na Igreja de São Francisco de Assis com Anita Garibaldi, ali nasceram os outros filhos do casal: Rosa, Teresa e Ricciotti. Rosa faleceu aos dois anos de idade por asfixia, por causa de uma infecção na garganta.

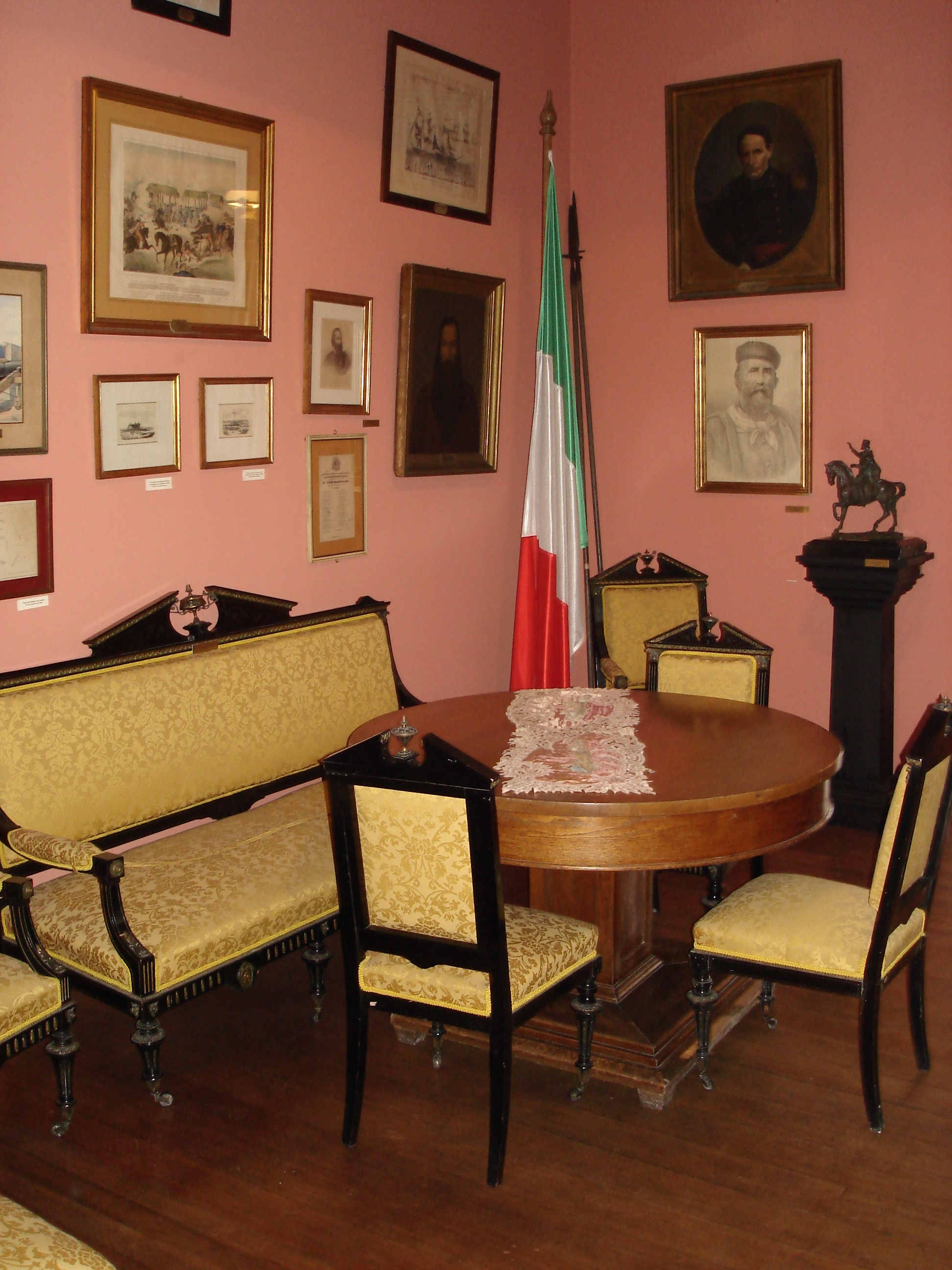
Museu Garibaldi na Casa Garibaldi, em Montevidéu

Não se conhece com precisão quando Garibaldi entrou para a marinha uruguaia. Na época, para sustentar a família, trabalhava como professor de matemática numa escola, além de corretor. Foi recebido no posto de coronel, com uma missão: partir de Montevidéu por mar, subir o rio Paraná e ali saquear os navios ancorados em Corrientes, numa missão suicida. Sua esquadra tinha três barcos: a nau capitânia Constitución (de 256 toneladas e 18 canhões), o brigantino Pereyra, comandado por Manuel Araña Urioste, e a escuna Procida, comandada por Luigi De Agostini. Partiram em 23 de junho de 1842. Durante o percurso o "Constitución" encalhou, era socorrido pela "Procida" quando foram surpreendidos pela esquadra do almirante William Brown (1777 - 1857), o pai da Armada Argentina, ao comando de sete embarcações. Uma destas, o "Belgrano" encalhou, graças ao nevoeiro Garibaldi conseguiu fugir com sua esquadra. Brown seguiu em perseguição, mas se perdeu momentaneamente. Garibaldi chegou a Bajada em 18 de julho.
Em 16 de agosto, Brown alcançou a esquadra garibaldina e começou a bombardeá-la. Depois de três dias de combate, todas as embarcações tinham sido incendiadas, porém alguns marinheiros conseguiram escapar para terra junto com Garibaldi. Buscaram abrigo primeiro em Goya e depois, em 19 de novembro, em Paysandú. Ali recebeu ordens do general Felix Edmundo Aguyar de empreender algumas ações militares. Foi depois chamado de volta a Montevidéu, porém incumbido de incendiar novamente a esquadra que comandava. No começo de dezembro já estava encarregado de reconstruir a frota perdida. Afundou em um ataque, em 2 de fevereiro de 1843 um brigue da frota de Brown. Poucos dias depois, ocorreu a primeira tentativa do general Manuel Oribe de invadir a cidade, em 16 de fevereiro, quando iniciou o cerco.

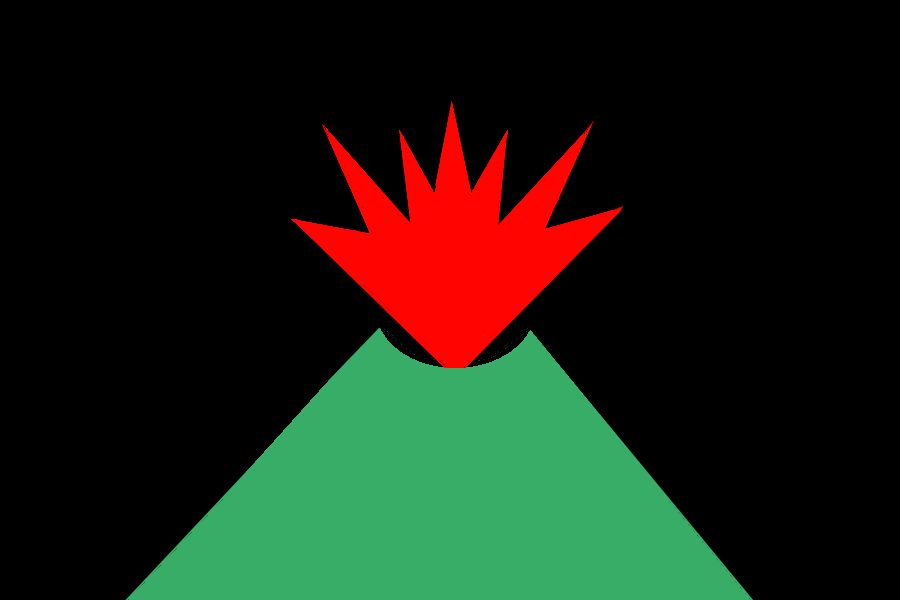
Bandeira calabresa usada contra Napoleão III, insígnia da Legião Italiana sob comando de Garibaldi durante o cerco de Montevidéu

Em 29 de abril de 1843, depois de haver reforçado a defesa da ilha das Ratas, frente a Montevidéu, encontra novamente Brown, que tinha dois brigues e duas escunas, enquanto Garibaldi somente duas embarcações com um canhão cada uma. Consegue se salvar graças à intervenção inglesa. No final do ano ganha o comando da Legião Italiana e escolhe a cor vermelha para os uniformes e uma bandeira negra com o Vesúvio em erupção. Após um série de pequenas vitórias, recusou em uma carta de 23 de março de 1845 a proposta feita em janeiro pelo general Rivera de dar terras para a Legião Italiana, como se havia feito anteriormente com a Legião Francesa.
Buscando acabar com o assédio de Montevidéu, Ingliefeld e Garibaldi começaram a abrir um brecha, com a intenção de conquistar alguns portos inimigos, em agosto de 1845. Garibaldi comandava dois brigues, o Cagancha, com 64 homens, e o 28 de marzo com 36 tripulantes, além de outras embarcações. Depois de tomar as ilhas Viscaíno e Gualeguaychú, a nau francesa Eclair, no comando de Hippolite Morier, une-se frente a Salto, ocupada pelos homens de Manuel Lavalleja, irmão de Juan Antonio Lavalleja. Após ser derrotado por Francesco Anzani, Lavalleja abandonou a cidade, que em 3 de novembro foi ocupada por Garibaldi.
Justo José de Urquiza começou o assédio à cidade em 6 de dezembro, depois de dezoito dias de combate, deixou uma parte de seus homens, por volta de 700, abandonando a empresa. Em 9 de janeiro, Garibaldi obteve sua primeira vitória contra os atacantes, à noite. O general Anacleto Medina vinha reforçar a cidade com 50 cavaleiros, quando Garibaldi lhe atacou com 186 legionários e 100 homens comandados pelo coronel Bernardino Baez, porém são surpreendidos pelo general Servando Gómez perto de San Antonio, por volta das onze da manhã. Os homens encontraram abrigo nas ruínas de uma charqueada, onde se organizaram, disparando somente à queima-roupa e depois atacando a baioneta, conseguindo assim resistir ao ataque. Depois de oito horas de combate, Garibaldi ordenou a retirada. Os mortos forem recolhidos e enterrados em uma vala comum sobre a qual foi fincada uma bandeira em sua homenagem, em 8 de fevereiro de 1846. Garibaldi permaneceu vários meses em Salto, repelindo cada ataque. Em 20 de maio, atacou à noite Gregório Vergara e, na volta, decide atacar os soldados que o perseguiam comandados por Andrés Lamas, ambos oficiais de Servando Gómez.
As façanhas de Garibaldi no ultramar ficaram famosas na Itália graças ao seu compatriota Angelo Raffaele Lacerenza, que distribuiu, por sua própria conta, em toda Itália, seis mil cópias do "Decreto de Graça e Honra" concedido pelo Governo de Montevidéu aos legionários italianos.
Garibaldi tentou enviar Anita e as crianças para longe, para Nice para ficarem com sua mãe, mas obteve um parecer negativo do Ministério dos Negócios Estrangeiros do rei Carlos Alberto, Solaro della Margarita, em junho de 1846. Com os legionários planejando voltar para casa, e graças ao recolhimento de fundos organizado, entre outros por Stefano Antonini, Anita, com seus três filhos e outros familiares dos legionários partem finalmente em janeiro de 1848, em um barco com destino a Nice, onde foram confiados por um tempo aos cuidados da família de Garibaldi.

## Retorno à Itália
Garibaldi regressou à Itália em 1848 para lutar na Lombardia contra o exército austríaco e iniciar a luta pela unificação italiana. Formou a Legião Italiana, com muitos recrutas provenientes do Piemonte e dos territórios da Lombardia e Vêneto, sob domínio austríaco, e teve até uma estação na cidade de Rieti, na fronteira com o Reino das Duas Sicílias.

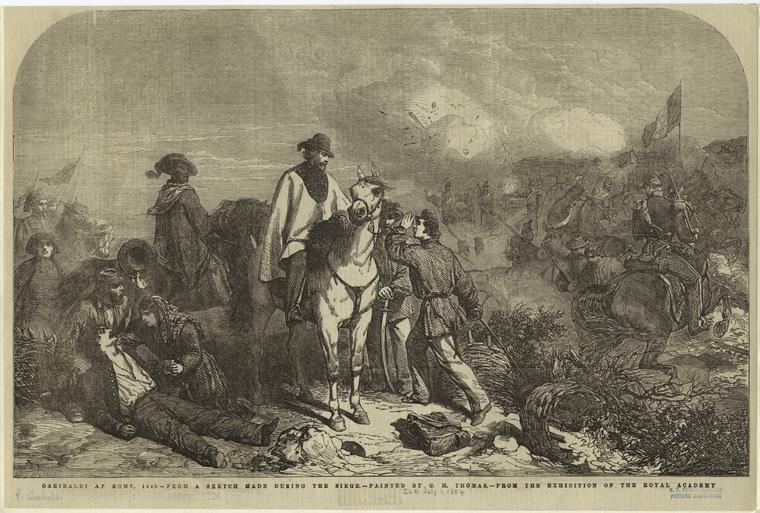
Garibaldi durante o assédio de Roma (1849), com Nino Bixio (a pé) e André Aguiar (a cavalo)
Por George Housman Thomas e William Luson Thomas

A legião aumentou para cerca de 1 000 homens e ganhou disciplina e organização. O papa Pio IX pediu ajuda militar aos países católicos. Aurelio Saliceti e Montecchi deixaram o triunvirato. Seus lugares foram preenchidos em 29 de março por Aurelio Saffi e Giuseppe Mazzini, o fundador do movimento Jovem Itália, que tinha sido o espírito orientador da república desde o início. Ao final de 1848, o Papa, temendo as forças liberais, abandonou Roma, para onde foi Garibaldi junto com um grupo de voluntários. Em fevereiro de 1849, foi eleito deputado republicano na assembleia constituinte da recém-proclamada República Romana. Em 25 de abril, de oito a dez mil soldados franceses sob comando do general Charles Oudinot desembarcaram em Civitavecchia, na costa noroeste de Roma, enquanto a Espanha enviou quatro mil homens sob Fernando Fernández de Córdova para Gaeta, onde o papa tinha encontrado refúgio. O francês enviou uma equipe oficial para no dia seguinte encontrar-se com Giuseppe Mazzini com uma mensagem de que o papa seria restabelecido ao poder. A Assembleia Revolucionária Romana, em meio a grandiosos gritos de "Guerra! Guerra!", autorizou Mazzini a resistir aos franceses pela força das armas.
Os franceses esperavam pouca resistência por parte dos "usurpadores". Mas a solução republicana foi dada na figura do carismático Garibaldi. Em 29 de abril desembarcam no porto de Anzio 600 homens do batalhão lombardo Bersaglieri, comandado por Luciano Manara. Precipitadas defesas foram erguidas sobre os muros de Janículo, e as moradias da periferia da cidade foram protegidas. Os legionários e os cidadãos-soldados de Garibaldi conseguiram mandar as tropas inimigas de volta ao mar.
Mas, apesar da exortação das tropas de Garibaldi, Mazzini resistiu a acompanhar as suas vantagens, já que ele não tinha esperado um ataque francês e esperava que a República Romana pudesse se aliar à República Francesa. Os prisioneiros franceses eram tratados como ospiti della guerra e enviados de volta com folhetos republicanos. Como resultado, Oudinot foi capaz de reagrupar seu exército e aguardar reforços. Uma carta do imperador francês Napoleão III incentivou Oudinot e garantiu-lhe reforços franceses. O governo francês enviou Ferdinand de Lesseps para negociar um cessar-fogo.
Tropas napolitanas simpáticas ao papado entraram em território romano, e De Lesseps sugeriu que as forças de Oudinot na sua atual posição poderiam proteger a cidade a partir da abordagem convergente de um exército austríaco com o vigor napolitano. Muitos italianos de fora dos Estados Pontifícios deslocaram-se a Roma para a luta pela república.

## Derrota em Roma e a morte de Anita Garibaldi

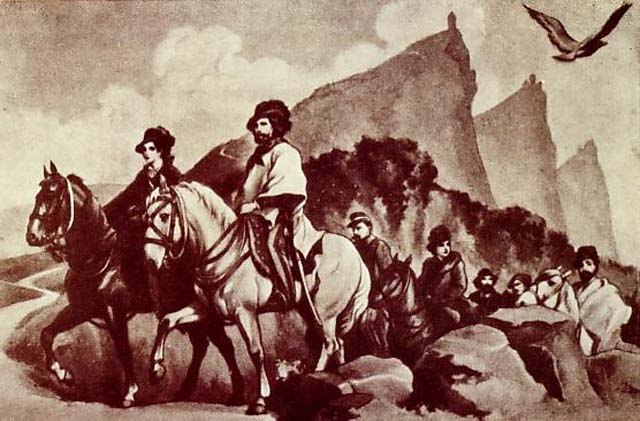
Garibaldi e Anita buscam refúgio em San Marino

Ainda que não tivesse opção alguma para evitar a queda de Roma, sua luta se converteu em uma das mais épicas passagens do Risorgimento. O cerco começou a sério no dia 1 de junho e, depois de um assédio de um mês, apesar de muitos episódios de valor por parte do exército republicano e dos voluntários de Garibaldi, entre os quais a defesa do Janículo, o exército francês prevaleceu em 29 de junho. Em 30 de junho, a Assembleia Romana reuniu-se e foram debatidas três opções: render-se; continuar lutando nas ruas de Roma; ou retirar-se de Roma e continuar a resistência nos Apeninos.

Garibaldi fez um discurso em que ele favoreceu a terceira opção e, depois, disse:
| “ | Dovunque saremo, colà sarà Roma. ("Onde estivermos, lá será Roma.") | ” |

Declarou ainda Garibaldi ao parlamento romano:
| “ | A sorte, que hoje nos traiu, sorrirá para nós amanhã. Estou saindo de Roma. Aqueles que quiserem continuar a guerra contra o estrangeiro, venham comigo. Não ofereço pagamento, quartel ou comida. Ofereço somente fome, sede, marchas forçadas, batalhas e morte. Os que amam este país com seu coração, e não com seus lábios apenas, sigam-me. | ” |
|   | — Garibaldi. |   |

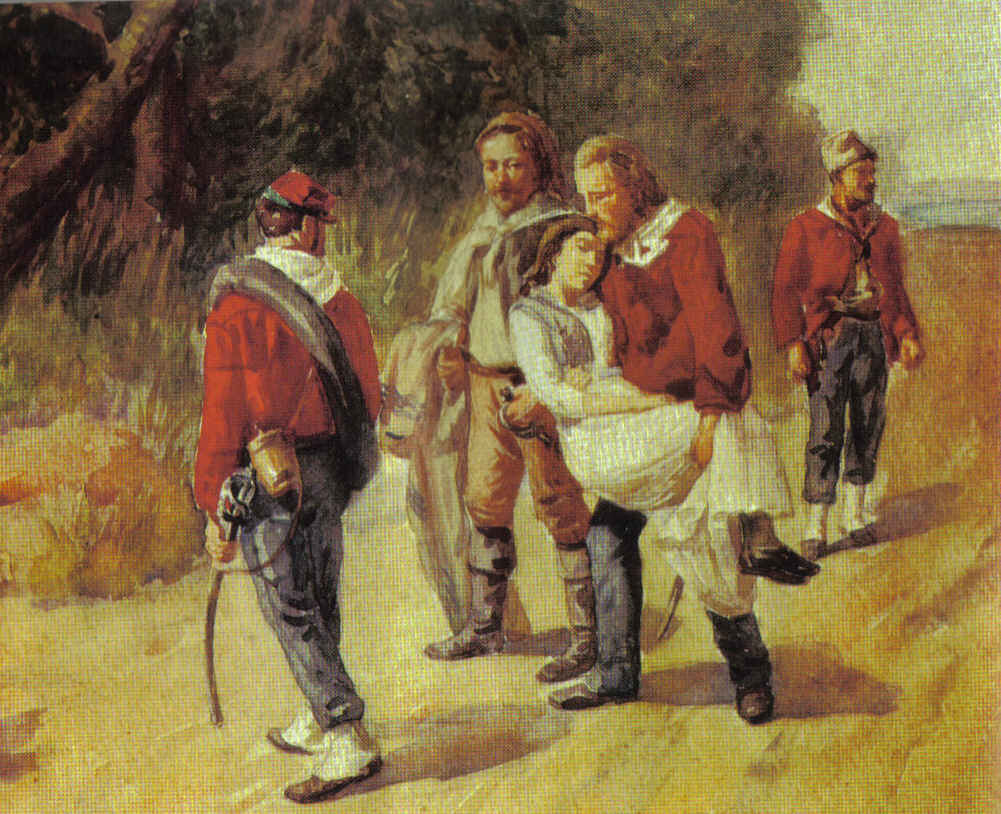
Garibaldi e Anita, ferida, fogem de San Marino, 1849
Quadro de anônimo, século XIX

A trégua foi negociada em 1 de julho e em 2 de julho. Garibaldi, retirou-se de Roma. Na sua fuga em direção a Veneza, seguiram com ele 3 900 soldados (800 deles a cavalo). À sua caça, três exércitos (franceses, espanhóis e napolitanos) com 40 mil soldados. A norte esperava-o o exército austríaco com quinze mil soldados. O destino final, embora não claro desde o início, era a costa adriática. A república foi suprimida em 3 de julho de 1849, não antes de promulgar a sua constituição.
Na neutra e independente república de San Marino, Garibaldi recusou o salvo-conduto oferecido a ele e sua família pelo embaixador americano. Na fuga, sua esposa Anita Garibaldi faleceu em 4 de agosto de 1849, em Mandriole, próximo a Ravena. Anita está atualmente enterrada no Janículo em Roma, onde há um monumento em sua homenagem.
Garibaldi refugiou-se primeiro na Suíça e depois em Nice.

## O segundo exílio
Condenado pela segunda vez ao exílio, em 1849. Depois de uma estada em Tânger, Garibaldi mudou para Staten Island, onde chegou em 30 de julho de 1850, permanecendo exilado na tentativa de evitar publicidade. Foi hospedado pelo inventor Antonio Meucci e passou o tempo como fabricante de velas na fábrica deste em Staten Island, mas insatisfeito. Mais tarde, como capitão de navio, fez diversas viagens pelo Pacífico, a mais longa delas de dois anos, a partir de abril de 1851. Durante esta viagem visitou a heroína revolucionária andina Manuela Sáenz no Peru. Também esteve na Nicarágua e El Salvador.
Em 1852, viajou pelo Pacífico, tendo aportado na Three Hummock Island, na Austrália, como capitão do navio mercante Carmen.
Garibaldi deixou Nova Iorque pela última vez em novembro de 1853, a cabana onde residiu em Staten Island, entre 1851 e 1853 está listada na Registro Nacional de Lugares Históricos dos Estados Unidos e é mantida como Garibaldi Memorial.
Em 21 de março de 1854, Garibaldi chegou a desembocadura do rio Tyne, no nordeste da Inglaterra, como capitão do barco Commonwealth, vindo de Baltimore. Garibaldi, uma figura célebre em Tyneside, foi recebido com entusiasmo pelos trabalhadores locais. Como lembrança de sua estada no local, foi presenteado com uma espada, comprada com o dinheiro recolhido entre a população. Seu neto Giuseppe Garibaldi II lutou com esta espada na África do Sul, quase meio século depois, ao lado do Exército Britânico, como voluntário na Segunda Guerra dos Bôeres. Garibaldi permaneceu em Tyneside mais de um mês, partindo no final de abril de 1854.

## A segunda Guerra da Independência

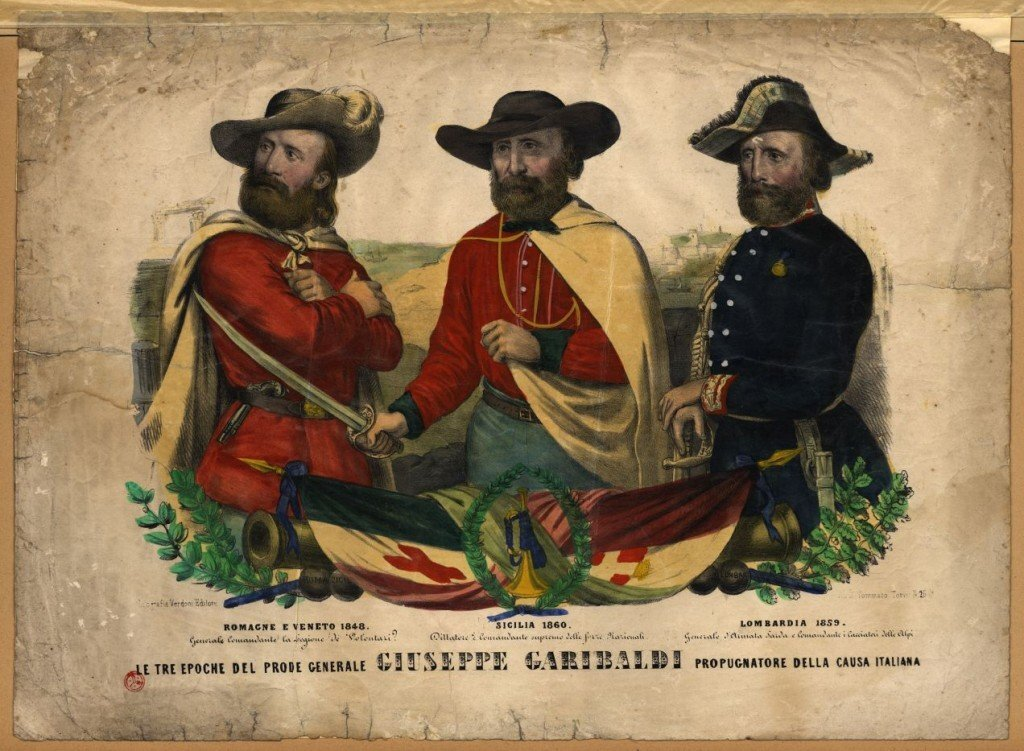
Estampas de Garibaldi com as divisas das campanhas de 1848, 1859 e 1860

Garibaldi voltou à Itália em 1854, depois de encontrar Mazzini, em Londres, e chegou a Gênova em 6 de maio, seguindo para Nice. Comprou em 29 de dezembro uma parte dos terrenos de Caprera, uma ilha do arquipélago de La Maddalena que viria a ser sua residência. A partir da casa de um pastor, construiu, juntamente com 30 amigos, uma fábrica. Logo em seguida, a ilha passou a ser totalmente sua.
Em agosto de 1855, recebeu a patente de capitão de primeira classe, navega com o "Salvatore" a hélice, em seguida comprou um cutter inglês o Anglo French, que renomeou com o nome de seu novo amor, Emma. O navio encalhou e Garibaldi encerrou sua atividade de marinheiro para dedicar-se à agricultura, chegando a ter um olival com cerca de 100 oliveiras, um parreiral para produção de vinho, 150 cabeças de gado, 400 frangos, 200 cabras, 50 porcos e mais de 60 mulas.
Em 4 de agosto, publicou em diversos jornais uma carta com suas ideias, distanciando-se das posições de Mazzini. Em 20 de dezembro de 1858, encontrou-se com Cavour, primeiro-ministro do Reino da Sardenha.
Eleito vice-presidente da Società Nazionale, fundada em 1º de agosto de 1857, sob direção de Giorgio Pallavicino Trivulzio. Em 17 de março de 1859, foram criados, por decreto real, os Caçadores dos Alpes (Cacciatori delle Alpi), com Garibaldi na patente de major-general, com 3 200 soldados e uniforme do exército sardo. Foram formados três grupos, os outros dois sob o comando de Enrico Cosenz e Giacomo Medici (que havia combatido com Garibaldi no Uruguai).
Empreendeu uma marcha para Arona, onde seus homens esperavam pernoitar. Garibaldi comunicou a Turim a intenção de alcançá-la. Ordenando um absoluto silêncio, alcançou Castelletto, onde deixou dois regimentos e continuou o avanço com o terceiro. Em 23 de maio, tendo deixado o Ticino para trás, atacou com barcos Sesto Calende, derrotando os austríacos e entrando na Lombardia.
Após ocupar Varese, entrou em combate em 26 de maio com o barão Karl von Urban, enviado pelo general Ferencz Gyulai. Ali, na batalha de Varese, Garibaldi ordenou disparar somente quando o inimigo estivesse a uma distância de 50 passos. Ao final, as baixas, entre os caçadores são de 22 homens, contra 105 austríacos mortos e mais 30 prisioneiros. No dia seguinte, depois de ter atacado frontalmente e vencido os austríacos, apesar da inferioridade numérica, na batalha de San Fermo, ocupou a cidade de Como. No dia 29, recomeçou a operação, desejando conquistar o fortim de Laveno, que alcança em 31 de maio. Não obteve êxito no ataque, e no meio tempo, com o retorno de Urban a Varese, voltou a Como para guardar a cidade, retomando depois a Varese, depois da vitória dos franceses na Batalha de Magenta.
Em 15 de junho, seguindo as ordens do general Della Rocca que o enviou a Lonato perto do lago de Garda, deslocou-se para oeste. Em Rezzato, na província de Bréscia, deveria se unir com as tropas de Sambuy, o que não ocorreu pois a operação tinha sido cancelada. Garibaldi não tendo sido informado, continuou a aproximar-se do inimigo em retirada. Enrico Cosenz, depois de impedir um ataque inimigo, parou o avanço de suas tropas. O coronel Stefano Turr continuou o ataque, em seguida, alcançado pelo mesmo Cosenz, Garibaldi percebendo a situação desfavorável enviou Médici em seu apoio, e reorganizou a tropa, limitando as perdas: 154 entre os caçadores, 105 entre os austríacos, na chamada batalha de Treponti. Em seguida, recebeu ordens para ir para um teatro de guerra secundário, em Valtellina, para empurrar algumas tropas austríacas em direção ao Passo dello Stelvio, encerrando a Segunda Guerra de Independência, com o armistício de Villafranca, sendo a Lombardia então anexada ao Reino da Sardenha. Ao longo desta campanha o número de voluntários que seguiam Garibaldi cresceu bastante, de cerca de 3 000 até por volta de 10 000.
Manfredo Fanti recebeu então o comando, enquanto Garibaldi foi despromovido ao segundo lugar, recebendo o comando de um dos três exércitos, os outros dois ficando sob a liderança de Pietro Roselli e Luigi Mezzacapo. Após estas disputas, ele renunciou.

## A conquista do sul
Conseguida a unificação do norte do país, Garibaldi voltou sua atenção à Itália central. Vítor Emanuel II, rei da Sardenha, em princípio deu o apoio a um ataque contra os territórios papais, mas à última hora o obrigou a abandonar o projeto. Garibaldi aceitou a decisão e se manteve fiel, porém a cessão de Nice e Saboia à França por parte de Cavour e Vítor Emanuel lhe pareceu um ato de traição e decidiu atuar por sua conta.
Durante esse período se casou com Giuseppina Raimondi, que conhecera em 1859. Garibaldi se apaixonou pela garota e conseguiu persuadi-la a se casar com ele depois de seis meses de namoro. O casamento ocorreu em 24 de janeiro de 1860 mas a união durou apenas uma hora. Imediatamente após a cerimônia, um dos muitos amantes da jovem apresentou a Garibaldi provas irrefutáveis de seus numerosos relacionamentos, alguns prolongados até poucos dias antes do casamento. Garibaldi repudiou-a imediatamente, iniciando as práticas de separação, concluídas apenas em 1880.
A 4 de abril, a tentativa de protesto em Palermo de Francesco Riso foi prontamente reprimida, mas deu início a uma série de manifestações e insurreições, tendo como desfecho a famosa marcha a Messina, entre 10 e 20 de abril de 1860, por Rosalino Pilo. A quem encontrava pelo caminho, anunciava prontamente: "Garibaldi virá!" Quando a notícia da sublevação foi confirmada no continente, Garibaldi julgou ser aquele o momento propício para agir.
Com os Caçadores dos Alpes, Garibaldi havia demonstrado sua própria capacidade de chefe militar, com um ligeiro exército de voluntários e contra um exército regular. A Itália estava cheia de voluntários, desejosos por unir-se aos veteranos "Caçadores" e por combater ao lado de Garibaldi: o recrutamento da tropa não seria um obstáculo. O armamento e os uniformes, se não obtidos junto aos Caçadores dos Alpes, seriam obtidos junto ao exército sardo. O financiamento também. Em todo caso, poderia recorrer-se à campanha da "Subscrição nacional por um milhão de rifles", iniciada ainda a 18 de dezembro de 1859.
Garibaldi era de fé republicana mas, já se haviam passado doze anos desde que concordara em colaborar com a Casa de Saboia. Porém, os tempos eram tais que até mesmo Mazzini podia escrever que: "não se trata mais de república ou monarquia: se trata da unidade nacional" - "de ser ou não ser". Além disso Garibaldi gozava de uma ilimitada estima da opinião pública italiana e da liberal, no mundo.
Numa conversa, Cavour havia julgado justo que Garibaldi fosse enviado para tentar a famosa sublevação do interior, buscando que incomodasse o Reino de Nápoles e reduzisse Francisco II a ações moderadas, e ainda que "constrangesse" o Reino da Sardenha a garantir a ordem pública, intervindo no conflito. Porém a realidade mostrou superar todas as previsões.
Em 4 de maio de 1860, foi acertada em Turim, a compra do armador Rubbatino e dois vapores (Piemonte e Lombardo). Para o pagamento havia sido contratado um empréstimo secretamente garantido pelo Reino da Sardenha. Na tarde de 5 de maio, a expedição embarcava na praia rochosa de Quarto, perto de Gênova. Entre eles contavam-se 250 advogados, 100 médicos, 50 engenheiros e uma mulher, Rosalia Montmasson, esposa de Crispi. Os cerca de 1 089 voluntários estavam armados de velhos fuzis e privados de munição e pólvora para disparo. Estas foram comprar (junto com três armas velhas e cem carabinas) a 7 de maio perto da guarnição do exército do Reino da Sardenha, estacionado no forte de Talamone. Uma segunda compra foi efetuada em 9 de maio no Porto Santo Estêvão, desta feita em cargas de carvão.
Na manhã de 11 de maio, os dois vapores passavam entre Favignana e Marettimo e informados da temporária ausência da marinha bourbônica, rumaram para o porto de Marsala.
Os navios ancoraram em Marsala a 11 de maio. Duas naves de guerra bourbônicas, que ali estavam, tardaram a bombardear os invasores, talvez inseguras acerca das intenções de dois navios britânicos presentes no porto. A 14 de maio em Salemi, Garibaldi declarou assumir a ditadura da Sicília, em nome de Vítor Emanuel II. Os Mil venceram, embora com bastante trabalho, um primeiro encontro na Batalha de Calatafimi a 15 de maio, contra cerca de dois mil soldados bourbônicos. Naquele momento os Mil somavam cerca de 1 200 com as adesões da população local.
Ajudado por uma insurreição popular em Palermo, entre 27 e 30 de maio, Garibaldi conquistou a cidade. A 20 de julho, as tropas bourbônicas foram derrotadas na Batalha de Milazzo. Nos dias seguintes, Giácomo Médici obteve do general bourbônico Clay a neutralização da fortíssima cidadela de Messina e do seu numeroso exército com, ainda por cima, a conquista da cidade.
Em 1º de agosto Siracusa e Augusta foram liberadas. Com a neutralização de Messina, Garibaldi iniciou os preparativos para a passagem ao continente. O Conde de Cavour exercia fortíssima pressão para realizar imediatamente um plebiscito na Sicília, preocupado que a benévola neutralidade da França e da Inglaterra pudesse ser revertida, impedindo a conquista completa. Mais agressivo demonstrava-se Vítor Emanuel II, que encorajava o general no passo decisivo.
A 19 de agosto, Garibaldi desembarcou em Melito di Porto Salvo, na Calábria. Dispunha, então, de cerca de vinte mil voluntários. Na Calábria, os bourbônicos não conseguiram oferecer uma boa resistência: enquanto divisões inteiras do seu exército se dispersavam, outras aderiam ao inimigo. A 30 de agosto, o exército dos Bourbons, comandado pelo general Ghio, foi desarmado em Soveria Mannelli.
O rei Francisco II abandonou Nápoles em 5 de setembro, indo juntar-se a seu exército, postado entre as fortalezas de Gaeta e de Cápua, com o centro no rio Volturno, razão pela qual pôde Garibaldi, em 7 de setembro, praticamente sem escolta, entrar na cidade. Foi recebido como libertador. As tropas bourbônicas, ainda presentes em abundância nos quartéis e nos palácios, não ofereceram qualquer resistência e renderam-se imediatamente.
Em seguida, ocorreu a decisiva Batalha de Volturno, onde Garibaldi rechaçou um grande avanço do exército inimigo (cerca de 50 mil soldados), terminada em 1 de outubro. No dia imediato à batalha, chegou o corpo da expedição sarda, depois de atravessar Marcas e Úmbria (onde tinha derrotado o exército pontifício na Batalha de Castelfidardo), e Abruzos e Molise (dos bourbônicos). Logo depois, em 21 de outubro, foi feito um referendo pela anexação do Reino das Duas Sicílias ao Reino da Sardenha, obtendo-se um fragoroso resultado a favor desta proposta.
A Expedição dos Mil pode ser considerada terminada com o encontro de Teano entre o rei Vítor Emanuel II e Garibaldi, a 26 de outubro de 1860.
Entre 4 e 5 de novembro foram realizados, com resultados favoráveis, os plebiscitos pela anexação de Marcas e de Úmbria. A 6 de novembro, Garibaldi desfilou com 14 mil homens, 39 peças de artilharia e 300 cavaleiros, diante do Palácio de Caserta. Insistiram para que o rei Vítor Emanuel os passasse em revista, em vão. No dia 7 de novembro Garibaldi e o rei entraram cavalgando lado a lado em Nápoles. Garibaldi retirou-se no dia 9 para a ilha Caprera, a bordo do navio americano Washington, sem aceitar qualquer prêmio pelos seus trabalhos.

## Guerra de Secessão Americana

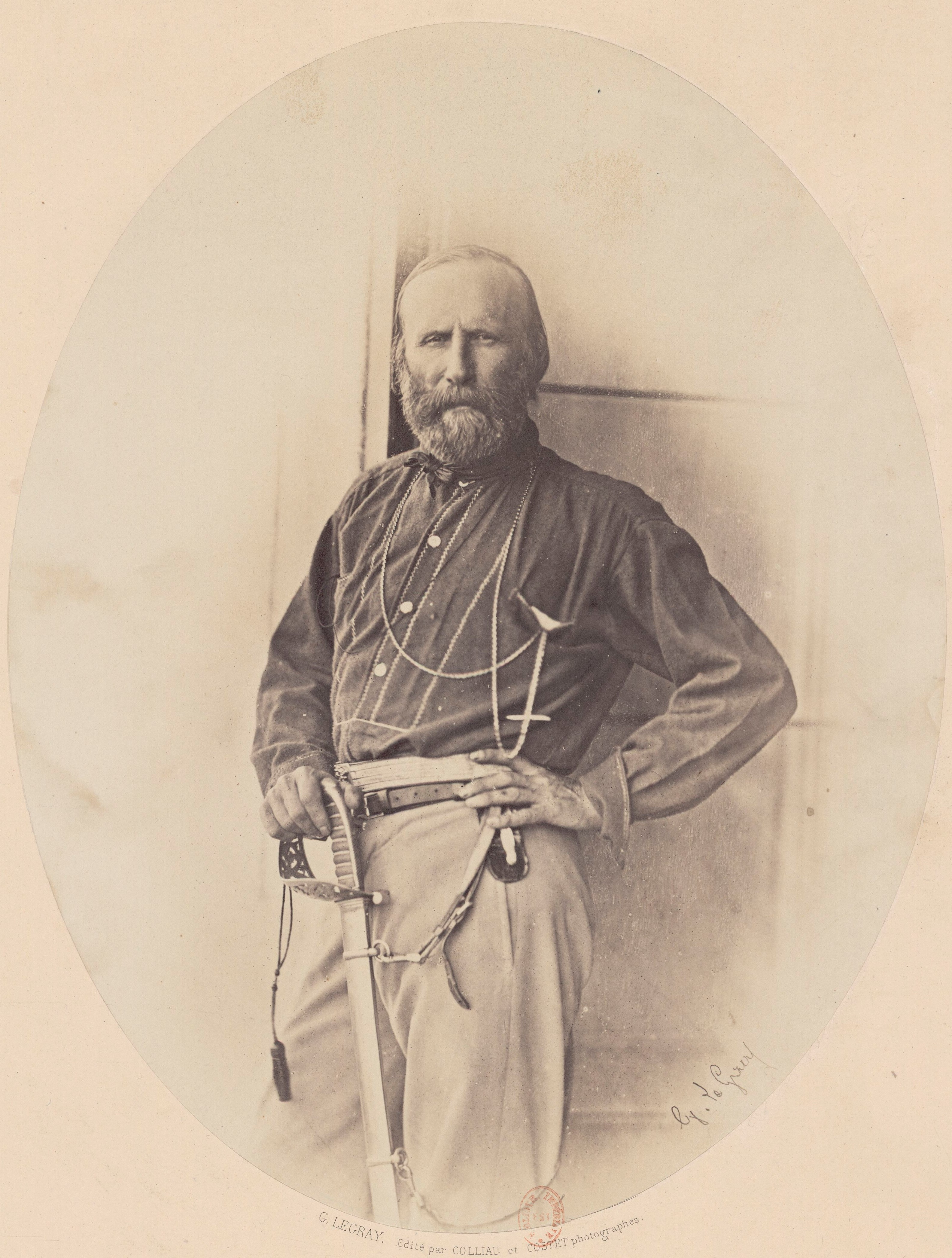
Garibaldi fotografado em Palermo, em julho de 1860

Garibaldi então recusou o título de nobreza e a pensão vitalícia que o rei lhe ofereceu e retirou-se para sua pequena casa na ilha de Caprera. Ele, porém, não considerava terminada sua missão, pois Roma continuava fora do Reino de Itália.
Ao estourar a Guerra Civil Americana, em 1861, Garibaldi voluntariou seus serviços ao presidente Abraham Lincoln, através de uma carta ao jornal New York Daily Tribune. O cônsul americano em Antuérpia, James William Quiggle, escreve a 8 de junho, oferecendo-lhe um posto de comando no exército do norte. Numa carta datada de 17 de julho de 1861, do Secretário de Estado William H. Seward para H. S. Sanford, ministro plenipotenciário americano em Bruxelas, foi oferecido a Garibaldi o posto de general maior. Em 18 de setembro Sanford respondeu ao congresso que Garibaldi só poderia servir no posto de comandante-em-chefe, com a condição que fosse declarada a abolição da escravidão; explicava que seria de pouco uso sem a primeira condição e sem a segunda, pareceria uma guerra civil, na qual o mundo teria pouco interesse ou simpatia.
Porém naquela época Lincoln não estava disposto a declarar a abolição, preocupado em piorar a crise na agricultura. Em 6 de agosto de 1863, após o anúncio da Proclamação de Emancipação, Garibaldi escreveu a Lincoln: "A posteridade vai chamá-lo de grande emancipador, um título mais invejável que qualquer coroa e maior que qualquer tesouro mundano".

## Tentativa de libertar Roma

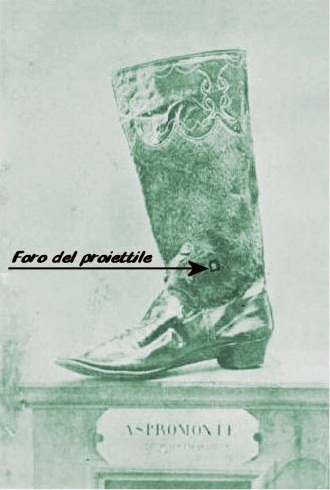
A bota e o local do ferimento de Giuseppe Garibaldi

Durante toda sua vida Garibaldi buscou liberar Roma do poder papal a cada oportunidade. Graças ao sucesso de sua empresa recente, em 1862 organizou uma nova expedição.
Durante um encontro comemorativo da Expedição dos Mil, se convence a marchar sobre Roma, no seu discurso proclamado do balcão do palácio do conde Mario Grignani, declara "Sim, Roma é nossa", ao que o povo declara "Roma ou morte". Encontrou 3 000 homens em Palermo prontos a segui-lo. Em 19 de agosto, encontrou o povo de Catânia, em Misterbianco.
Embarcaram em dois navios, o Dispaccio e o Generale Abbatucci, desembarcando na Calábria, entre Melito di Porto Salvo e capo dell'Armi em 25 de agosto com dois mil homens e continuaram a marcha. Na tarde de 28 de agosto, encontraram o exército de Emilio Pallavicino, às ordens do governo de Turim, comandando 3 500 homens. Os bersaglieri abriram fogo, Garibaldi ordenou aos seus homens que não respondessem, porém alguns desobedeceram. Ao se levantar, para fazer que o fogo cessasse, foi ferido duas vezes.

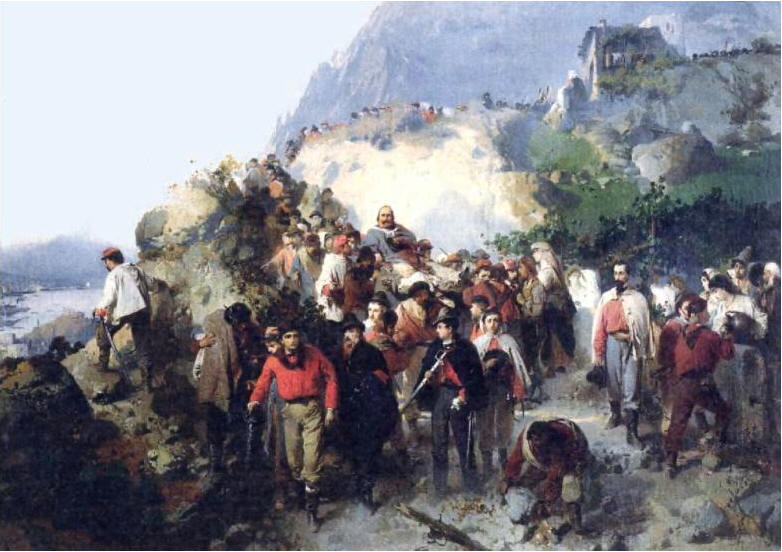
Garibaldi ferido em Aspromonte

Depois de aproximadamente quinze minutos de luta, quando caiu Garibaldi, o combate cessou, com sete mortos e entre 14 e 24 feridos no exército real, e cinco mortos e vinte feridos nos seguidores de Garibaldi Garibaldi foi preso e enviado a La Spezia, onde chegou em 2 de setembro, sendo aprisionado em Varignano. Na realidade ficou alojado numa parte do palacete destinado ao comandante da prisão, contando com outros cinco aposentos para familiares e oficiais que o acompanhavam.
Vittorio Emanuele concedeu anistia aos revoltosos em 5 de outubro. No dia 22, foi transportado ao hotel Milan e foi visitado por Auguste Nélaton. Em 23 de novembro o cirurgião fiorentino Ferdinando Zanetti lhe opera para extrair a bala de fuzil alojada em seu calcanhar. Foi transportado para Caprera e e em seguida parte para a Inglaterra, onde permaneceu aproximadamente um mês.

## A Terceira Guerra da Independência Italiana
Em 1866, Garibaldi voltou à luta, para libertar Veneza, ainda sob domínio do Império Austríaco. Em 6 de maio, foi reorganizado o corpo voluntário denominado Corpo Voluntário Italiano, também desta vez sob comando de Garibaldi. Em vez dos 15 mil voluntários previstos, apresentaram-se 30 mil pessoas; ao fim se juntam 38 mil homens, 200 cavaleiros, mas destes utilizou somente 10 mil, com os quais partiu do Piemonte, em 10 de junho. Contra ele, o general Kuhn von Kuhnenfeld possuía 17 mil.
A missão era similar àquela conduzida entre os lagos lombardos em 1848 e 1859: agir em uma zona de operações secundária, os pré-Alpes entre Bréscia e o Tirol Meridional (região do Trentino), a oeste do lago de Garda, com o importante objetivo estratégico de cortar a via entre o Tirol e a fortaleza austríaca de Verona. Isto teria deixado aos austríacos a única via do Tarvisio para suas próprias forças, entre Mântua e Údine. A ação estratégica principal era, em vez disso, dada aos grandes exércitos da planície, liderados pelos generais Alfonso La Marmora e Enrico Cialdini.

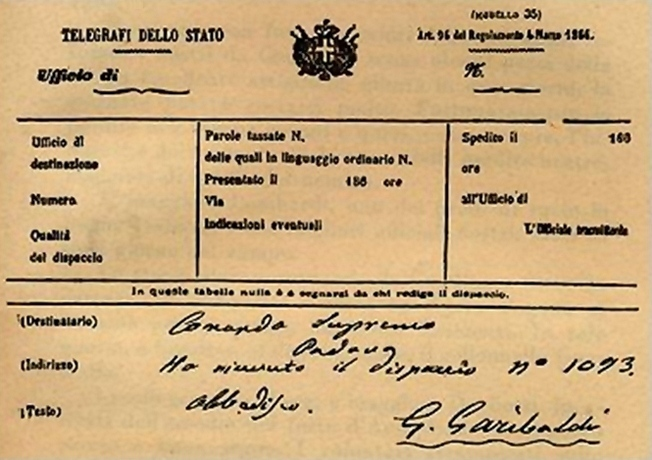
O telegrama de Garibaldi: "Obedeço"

Garibaldi operou inicialmente em cobertura de Bréscia, para depois passar decisivamente à ofensiva em Ponte Caffaro em 25 de junho. Em 3 de julho em Monte Suello obrigou os austríacos à retirada, mas teve uma ferida na coxa por um golpe errado de um de seus voluntários, deixando o comando com Clemente Corte.
Foi aberta, com a vitória na Batalha de Bezzecca e Cimego em 21 de julho, a estrada a Riva del Garda que possibilitou uma iminente ocupação da cidade de Trento. Com as baixas das tropas italianas nos vales, Garibaldi foi obrigado a recuar e por muito pouco, não foi capturado. Anos mais tarde, dir-se-ia sobre a assinatura do Armistício de Cormons que teria feito com que Garibaldi parasse, pois teria recebido a notícia do armistício e a ordem de abandonar o território já ocupado.
Respondeu telegraficamente Obbedisco ("Obedeço"), palavra que depois tornou-se motto do Risorgimento italiano e símbolo da disciplina e dedicação de Garibaldi.
O Tirol Meridional (incluindo as cidades de Trento e Bolzano) tornou-se parte integrante do Reino de Itália após a Primeira Guerra Mundial, mais de sessenta anos depois.

## Nova tentativa de tomar Roma
Os acontecimentos de 1867 provaram que a tentativa de tomar Roma era mesmo uma ilusão. Garibaldi promoveu uma coleção chamada "Óbolo da Liberdade", em oposição ao "Óbolo de São Pedro", interessada no centro de insurreição romano, formando um centro de migração, com base em Florença. Participou do Congresso Internacional da Paz, em 9 de setembro de 1867 em Genebra, onde foi eleito presidente honorário. Preparou um ataque contando com a revolta interna em Roma, após uma série de referências, sem o apoio do Estado, em 23 de setembro deixou Florença, no dia seguinte, 24 de setembro de 1867 foi preso em Sinalunga e levado à fortaleza de Alexandria. Vinte e cinco deputados protestaram contra o incidente, já que Garibaldi sendo eleito, tinha direito a imunidade parlamentar. Foi levado em 27 de setembro primeiro a Gênova, depois à ilha de Caprera, que estava em quarentena contra cólera, como prisioneiro vigiado constantemente.
Organizou sua fuga usando Luigi Gusmaroli como sósia. Enquanto era substituído, Garibaldi deixou a ilha em 14 de outubro em segredo em um velho veleiro, comprado anos atrás. Chegou à ilha de Giardinelli, depois a La Maddalena onde foi hospedado pela senhora Collins. Com Pietro Susini e Giuseppe Cuneo chegou à Sardenha, atingindo Florença em 20 de outubro. Partindo de Terni chegou a Passo Corese no 23, contava entre seus homens, cerca de 8 000 voluntários, na conhecida como "Campanha do Agro Romano para a libertação de Roma". Depois de um primeiro ataque a Monterotondo em 25 de outubro, conquistou em 26 de outubro de 1867 a fortaleza papal, depois de ter incinerado a porta da fortaleza, usando um carro em chamas, permitindo a entrada de seus homens.

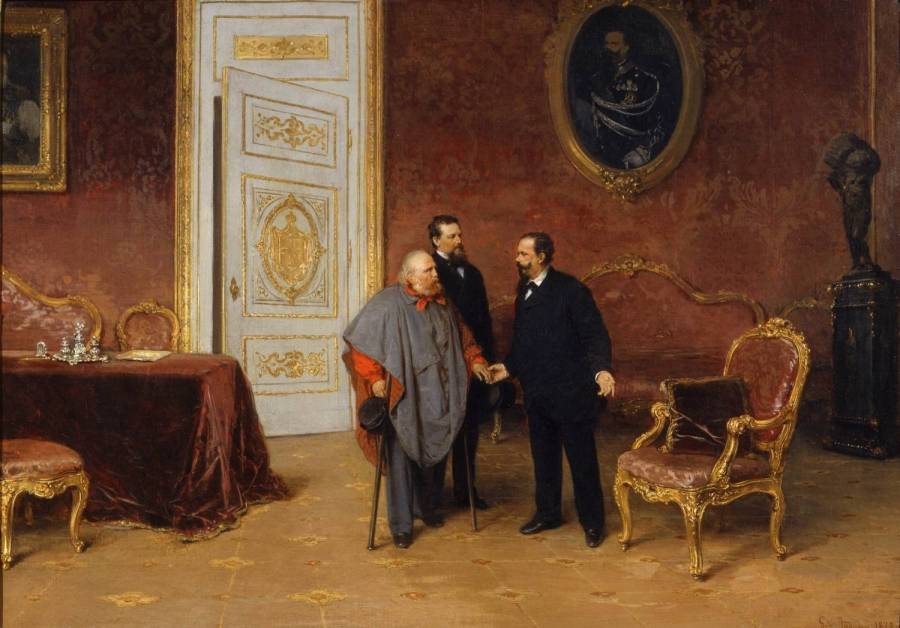
Garibaldi e Giacomo Medici com Vítor Emanuel, c. 1870

Atingiu, no dia 29, Castel Giubileo e depois Casal de Pazzi. Antes do amanhecer do dia 31, tinha Roma à vista, mas como não tinha havido na cidade a revolta que esperava, resolveu retirar suas tropas, apesar do sacrifício dos irmãos Cairoli (Villa Glori) e do sacrifício em Roma de Tavani Arquati e Monti e Tognetti, decapitados em 1868. Garibaldi não sabia da proclamação do rei que tinha amainado os espíritos rebeldes, ao ameaçá-los e declarar que não estava de acordo com a revolta.
Decidiu ir a Tivoli e partir no dia 3 de novembro. Antecipou sua partida para o dia 2 e com seus 4 700 homens encontrou 3 500 guardas pontífices comandados por Hermann Kanzler, que o fizeram retroceder. Logo em seguida, encontrou 3 000 soldados franceses comandados por Charles De Failly dotados de fuzis Chassepot de carregamento pela culatra, na Batalha de Mentana. Vendo que não poderia vencer, decidiu retirar suas tropas. Partiu em trem de Orte, perto de Livorno, mas perto da estação de Figline Valdarno foi novamente preso, encarcerado em Varignano em 5 de novembro, ali permaneceu até 25 de novembro, quando retornou a Caprera. Demitiu-se do cargo de deputado em agosto de 1868.

## Em defesa da França

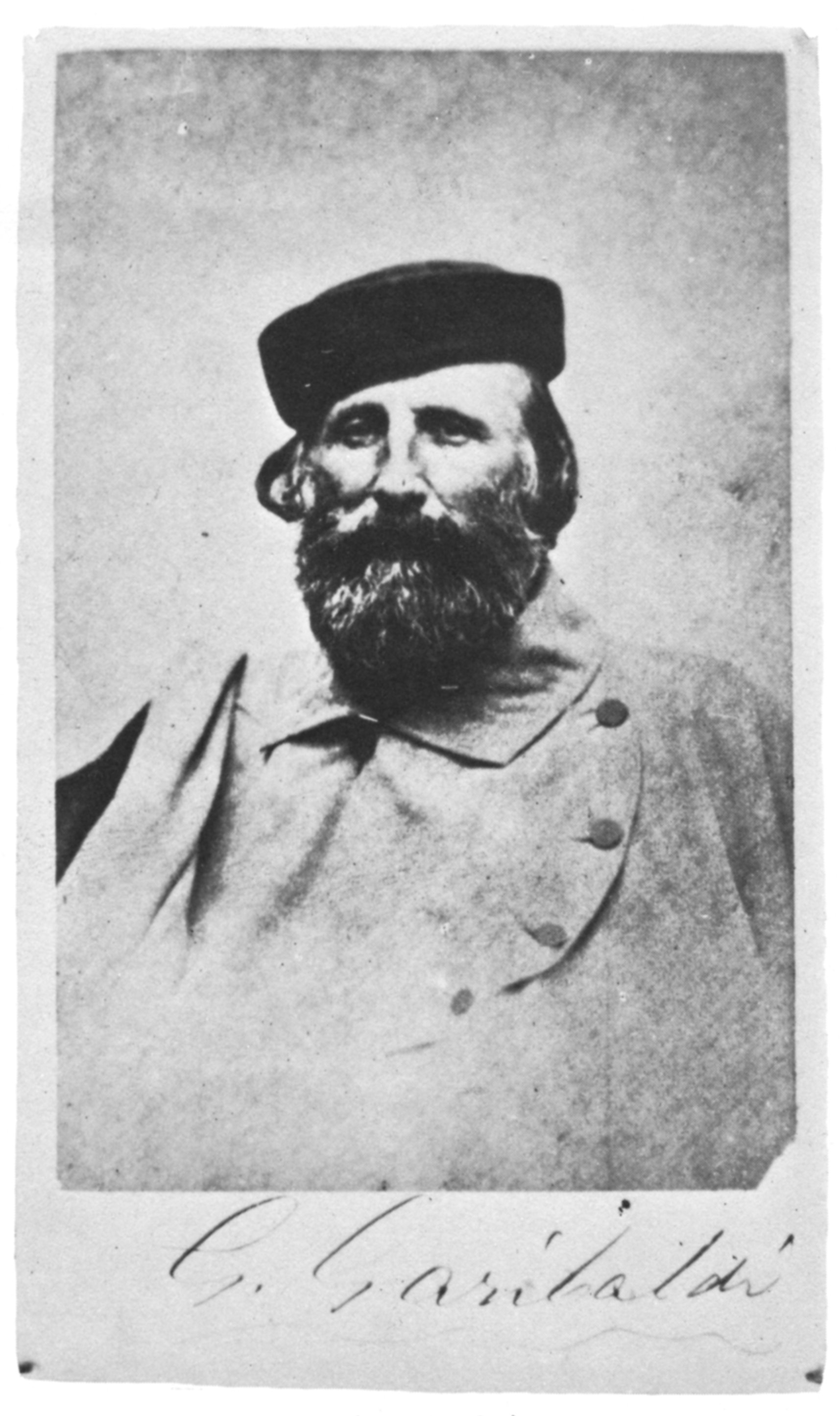
Garibaldi em 1870 fotografado por Félix Nadar

Garibaldi, chegou a Marselha em 7 de outubro de 1870 indo para a capital provisória francesa, Tours. As primeiras ordens de Léon Gambetta foram de comandar algumas centenas de voluntários. Garibaldi recusou, obtendo o comando das tropas do chamado Exército dos Vosges. Decidiu dividir seus homens em quatro brigadas: 1 500 homens sob comando de Joseph Bossack-Hauke, 2 000 com Menotti Garibaldi, outras duas, constituídas em seguida, sob comando de Ricciotti Garibaldi e Cristiano Lobbia. O efetivo combatente totalizou cerca de 8 000, partindo de um efetivo inicial de 4 500, que chegou a 18 000 no final de 1870 e depois cerca de 19 500. Estabeleceu seu Quartel General em Dôle e depois em 11 de novembro em Autun.
No mesmo mês, conduziu uma expedição vitoriosa, chefiada por Ricciotti. Seu filho, com 800 homens, atacou de surpresa o inimigo na noite de 18 de novembro a Châtillon-sur-Saône provocando graves danos aos prussianos. Dijon ao mesmo tempo, caía em mãos prussianas, comandadas por August von Werder, e depois abandonada pelo avanço das tropas francesas. Sentenciou com pena de morte o coronel Chenet por haver abandonado seu posto durante o combate, porém a sentença não foi cumprida pelos franceses.

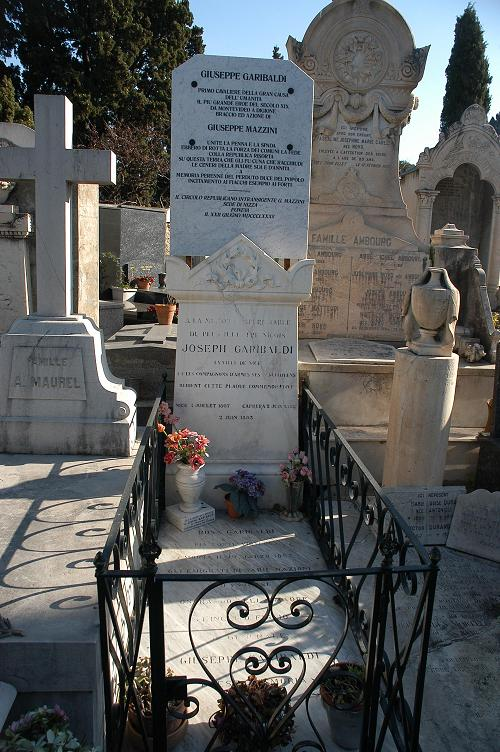
Cenotáfio de Garibaldi em Nice

Garibaldi ocupou a cidade e a defendeu de um ataque em 21 de janeiro. Depois de três dias de combate, os alemães se retiram, sendo naquele dia capturada a única bandeira alemã perdida na guerra, a do 61° regimento da Pomerânia, evento recordado na Neue Freie Presse quando de sua morte.. A bandeira foi encontrada embaixo de uma massa de cadáveres. Entre os 4 000−6 000 soldados prussianos, houve cerca de 700 baixas.
Em 1870, lutou em sua última campanha, dando apoio à recém-criada Terceira República Francesa, na Guerra Franco-Prussiana, (1870-1871). Em 29 de janeiro, foi estipulado um armistício de algumas semanas, que não levou em conta a zona sudoeste e portanto o Exército do Vosges. Em 31 de janeiro, a tropa de Garibaldi foi atacada. O general, evitando o ataque, dirigiu a defesa de uma zona sujeita ao armistício. Quando terminou a guerra, o seu Exército dos Vosges, foi o único que permaneceu substancialmente intacto, com mínimas perdas, sem nunca ter sido derrotado na guerra.
Após a derrota francesa no conflito, em 1871, Garibaldi foi eleito deputado à nova Assembleia Nacional Francesa na lista dos republicanos radicais, como deputado da Côte-d'Or, Paris, Argel e naturalmente, sua cidade natal Nice. Esta quádrupla eleição foi, porém, invalidada pela assembleia. Oficialmente o motivo foi sua posição contrária aos interesses franceses ao opor-se à anexação de Nice, realisticamente foi por medo da popularidade do herói "socialista": a mesma assembleia, por outro lado, estaria logo ocupada da repressão à Comuna de Paris. A oposição da Assembleia contra Garibaldi levou à demissão outro deputado ilustre, Victor Hugo que havia declarado que Garibaldi havia intervindo em defesa da França, ao contrário de nações ou reis.

## Últimos anos

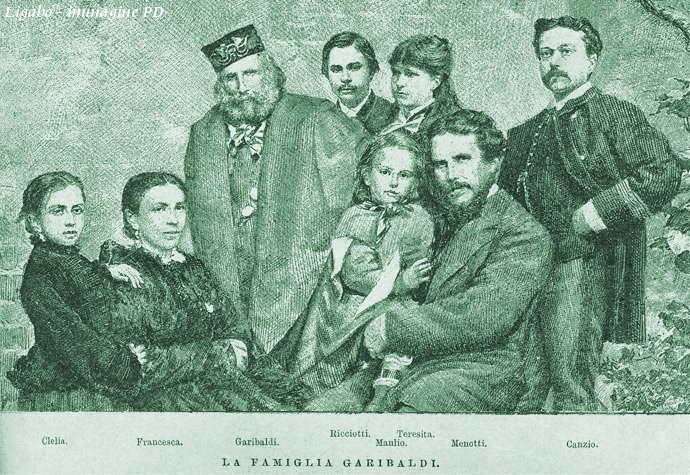
A família Garibaldi em 1878

Apesar de eleito para o parlamento italiano, Garibaldi passou a maior parte dos seus derradeiros anos em Caprera. Também deu apoio ao projeto de aterramento das áreas ao sul do Lácio.
Em 1879, fundou a "Liga da Democracia", propondo o sufrágio universal, a abolição da propriedade eclesiástica e a emancipação feminina.
Doente e de cama por causa de artrite, fez viagens à Calábria e à Sicília. Em 1880, casou pela terceira vez com Francesca Armosino, com quem tinha tido previamente três filhos.
Em 2 de junho de 1882, aos 74 anos, Giuseppe Garibaldi morreu em sua casinha na ilha de Caprera. Embora tenha deixado instruções detalhadas para sua cremação, seu corpo foi enterrado na ilha de Caprera, onde repousa com sua última esposa e alguns de seus filhos.
Em 2012, foi decidido que o corpo de Giuseppe Garibaldi seria exumado para pôr fim às dúvidas acerca da verdadeira localização do cadáver. O objetivo é dar descanso aos rumores levantados pelos próprios descendentes de Garibaldi, que afirmam que a tumba que supostamente contém os restos mortais do antepassado terá sido remexida. Se as posteriores análises de DNA concluírem que se trata realmente do corpo de Garibaldi, talvez isso possa abrir o debate acerca de uma melhor preservação do cadáver, que terá sido embalsamado em vez de cremado, contrariando o pedido do próprio antes de morrer.

## Legado
A vida de Garibaldi, dedicada à luta pela libertação de seu país do domínio estrangeiro, levou seu nome ao reconhecimento na Itália e no mundo. Cinco navios da marinha italiana receberam seu nome, entre eles o cruzador Giuseppe Garibaldi da Segunda Guerra Mundial e o porta-aviões Giuseppe Garibaldi. Estátuas com sua figura existem em muitas praças na Itália e em outros países ao redor do mundo. Na Itália, seu nome foi dado a praças e ruas em mais de 5 000 comunas. No Brasil, o município de Garibaldi tem esse nome em homenagem ao herói italiano.
Na cidade de Tramandaí, no litoral norte do Rio Grande do Sul, a Ponte Giuseppe Garibaldi passa sobre um dos rios que o herói italiano utilizou para chegar até Laguna, onde proclamou a República Juliana.

### Monumentos italianos
Monumentos em homenagem a Giuseppe Garibaldi, nas diversas regiões da Itália.

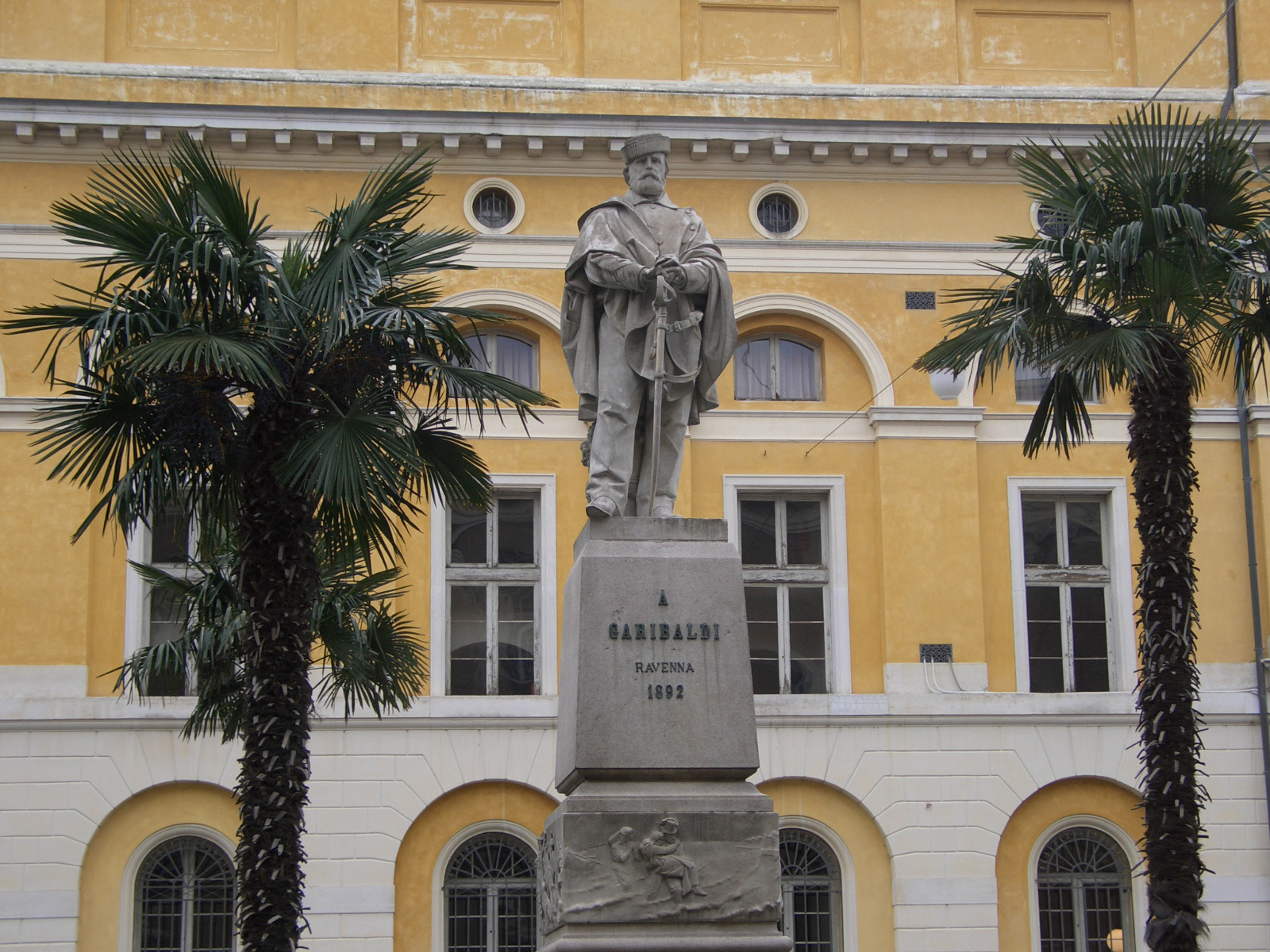
Ravena Emília-Romanha
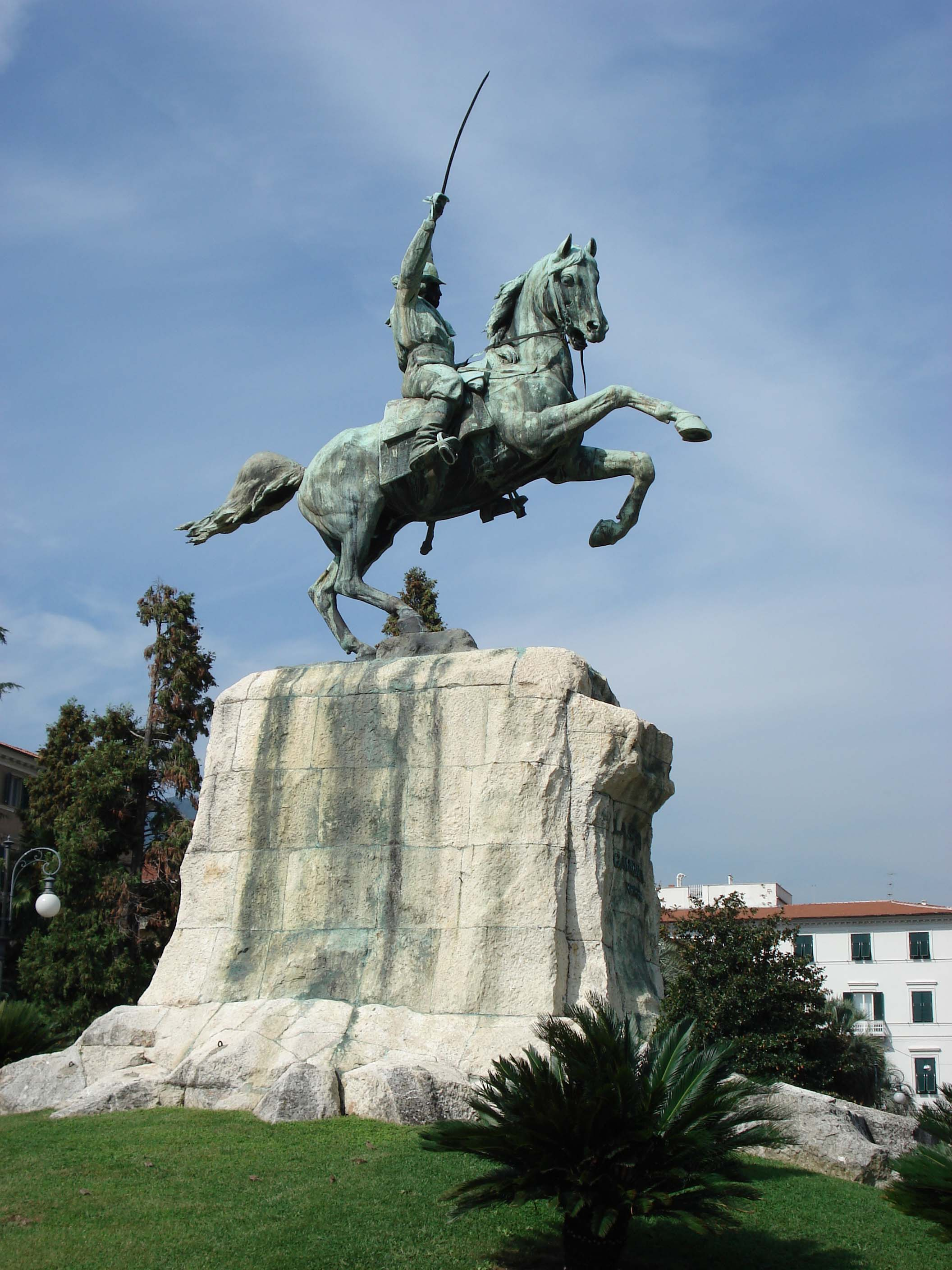
La Spezia Ligúria
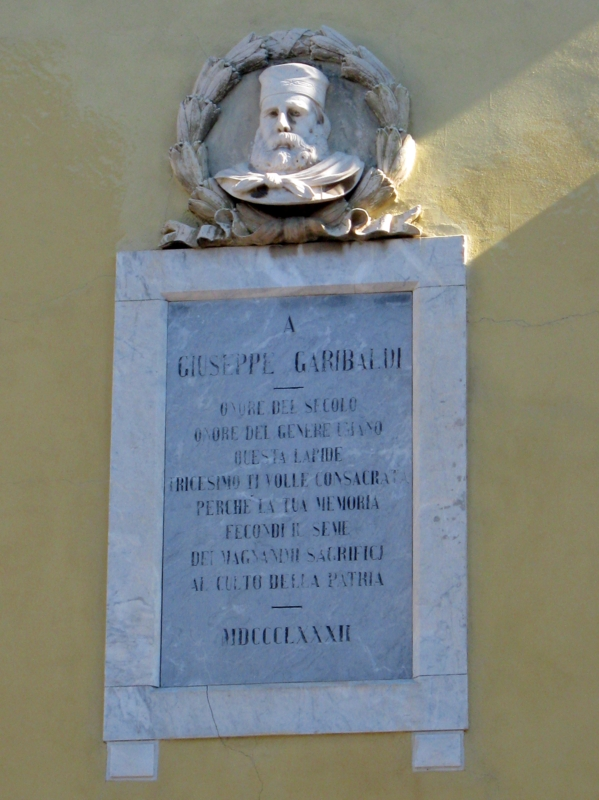
Tricesimo Friul-Veneza Júlia
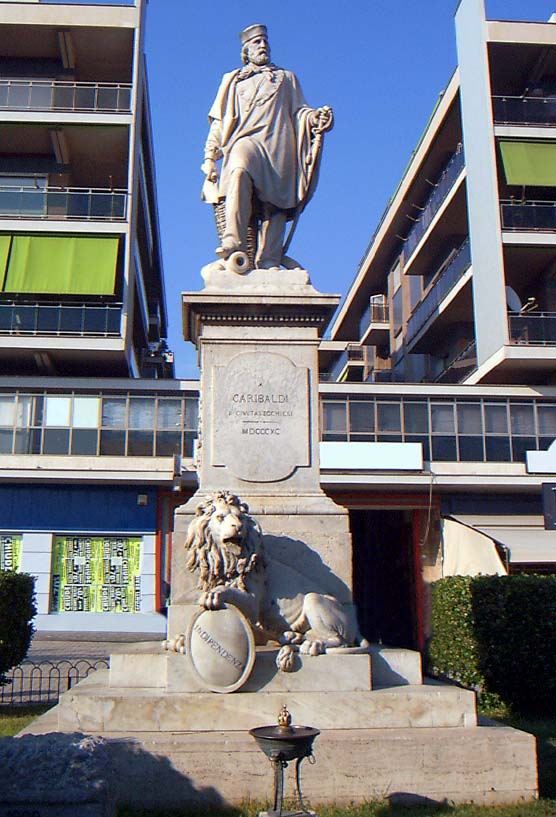
Civitavecchia Lácio
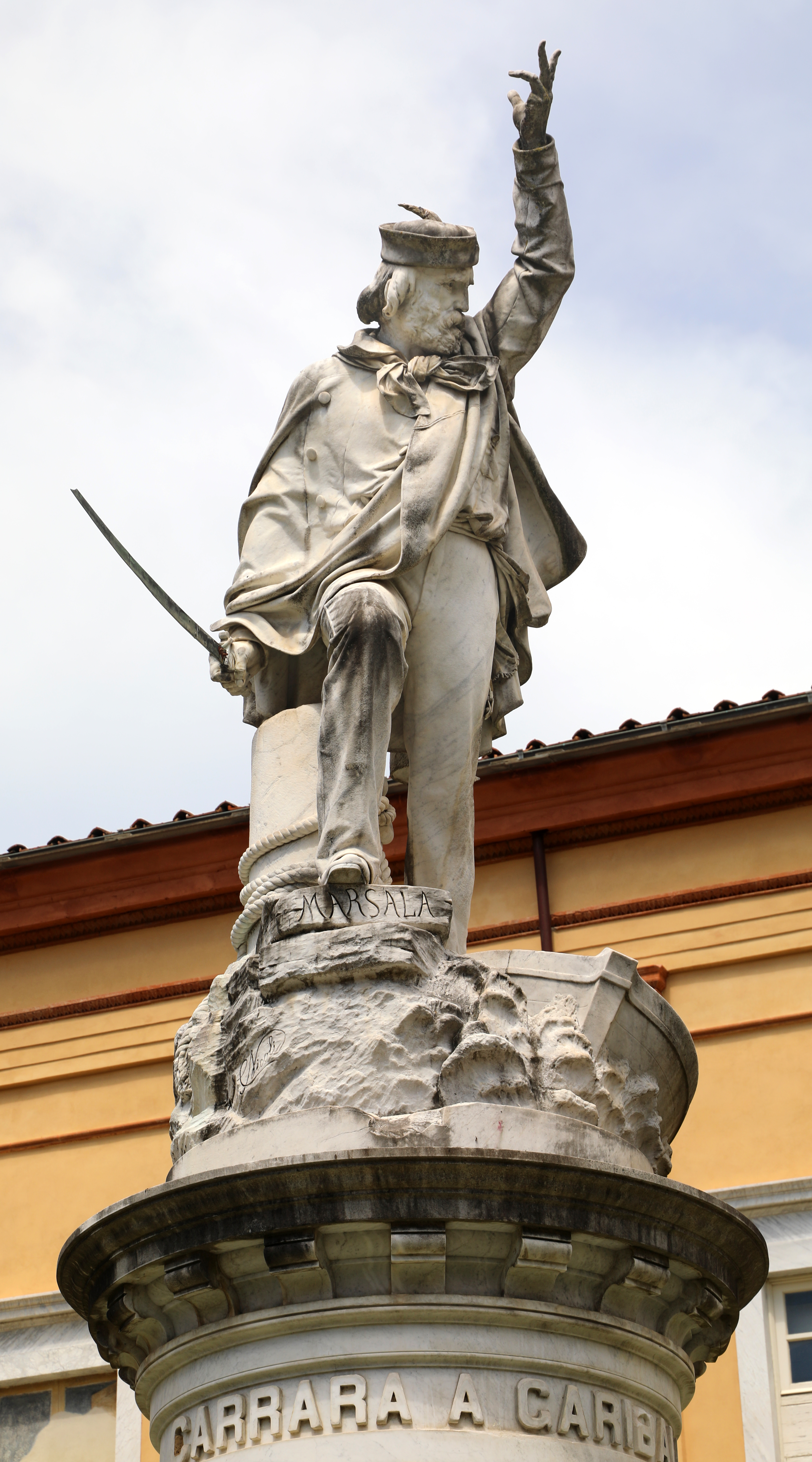
Carrara Toscana
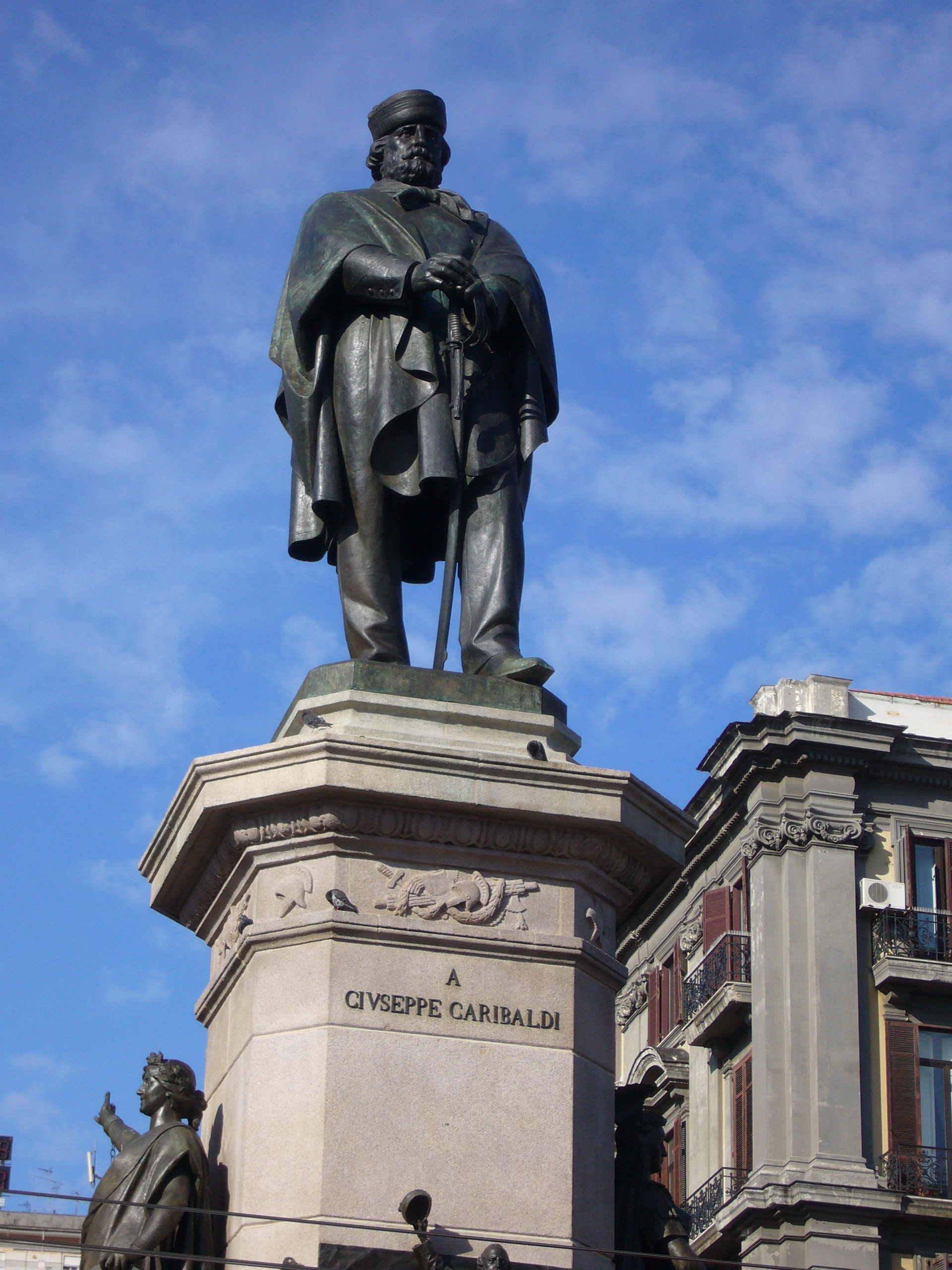
Praça Garibaldi, Nápoles Campânia
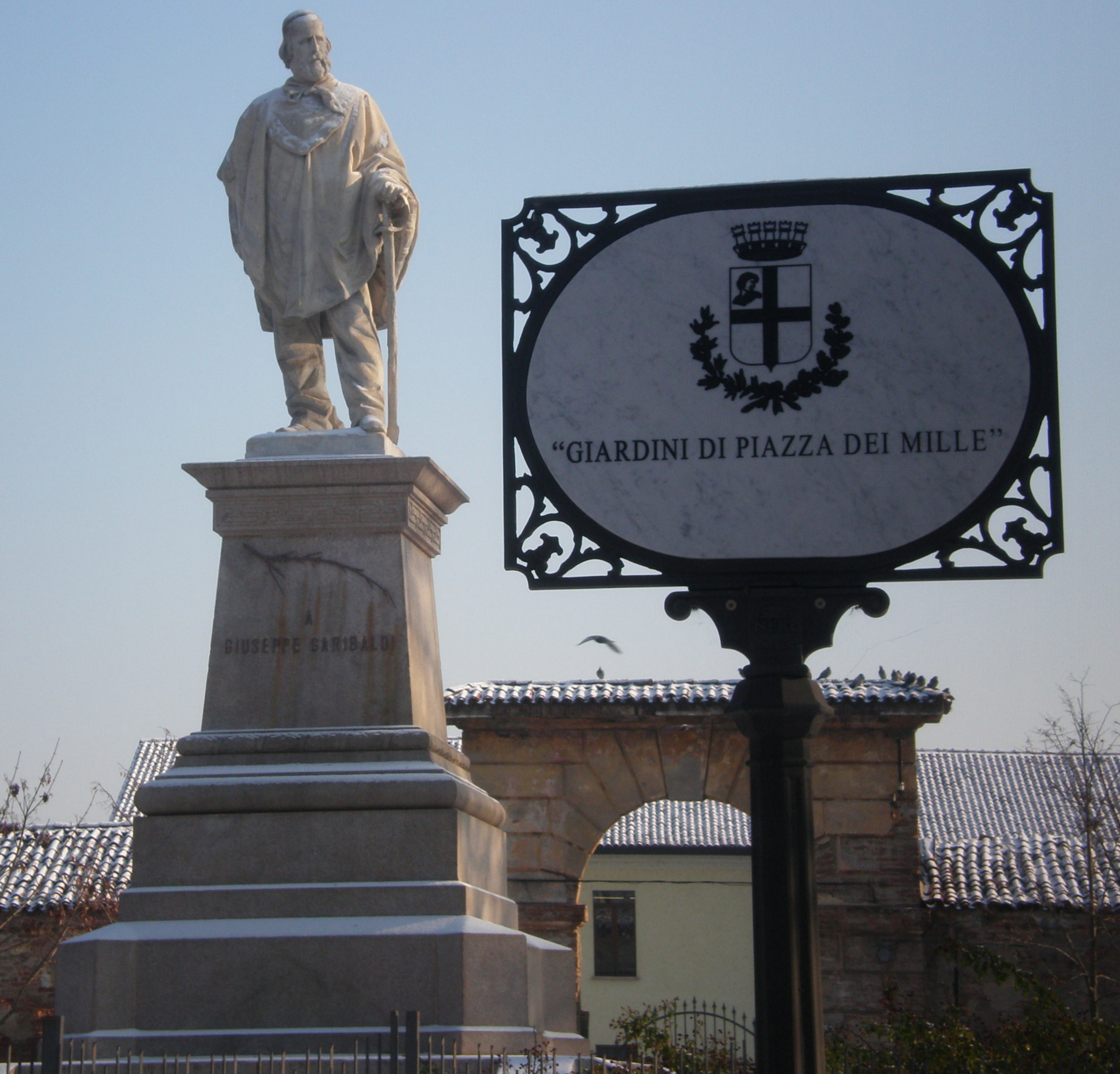
Praça dos Mil, Mântua Lombardia
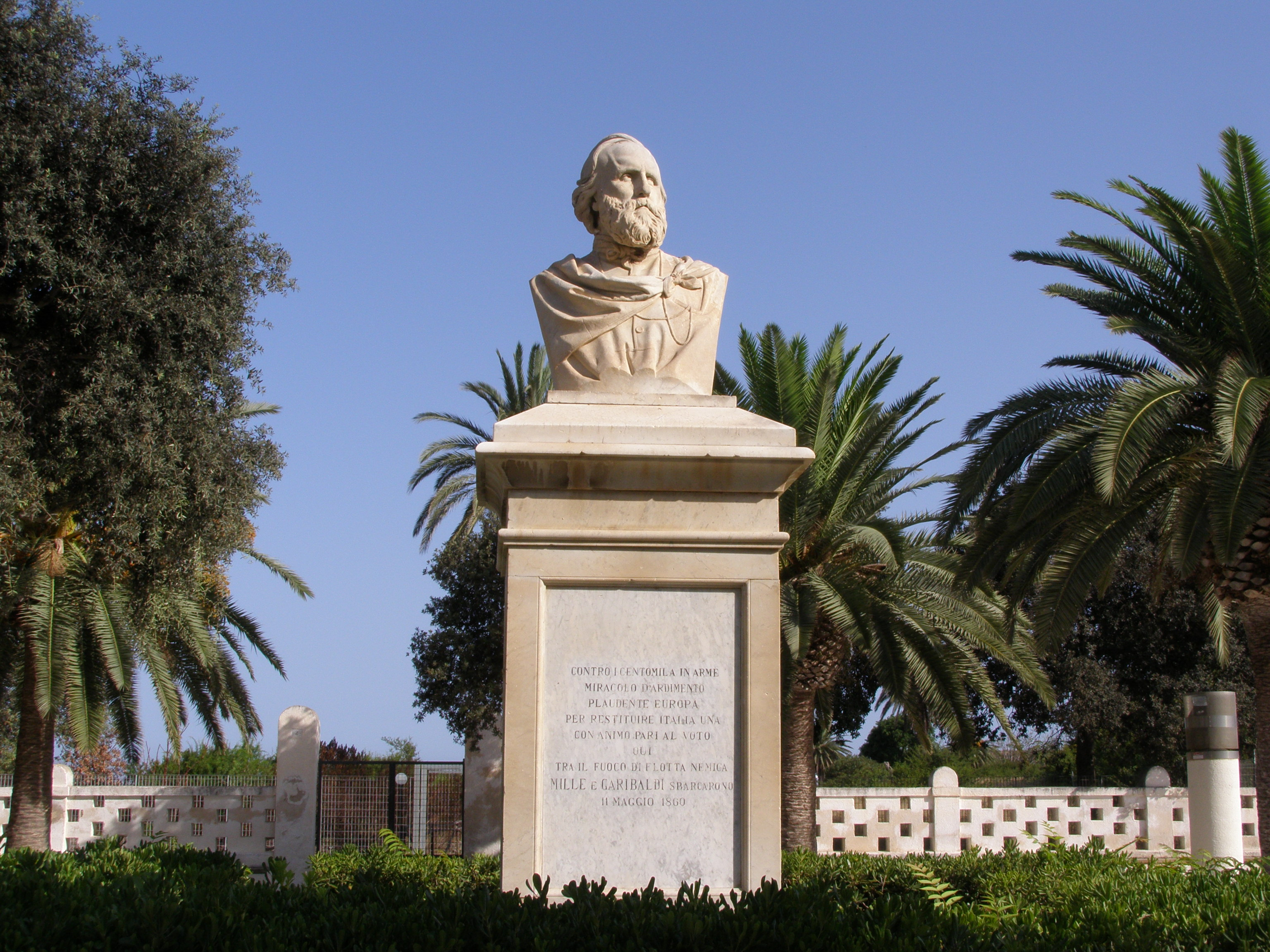
Marsala Sicília
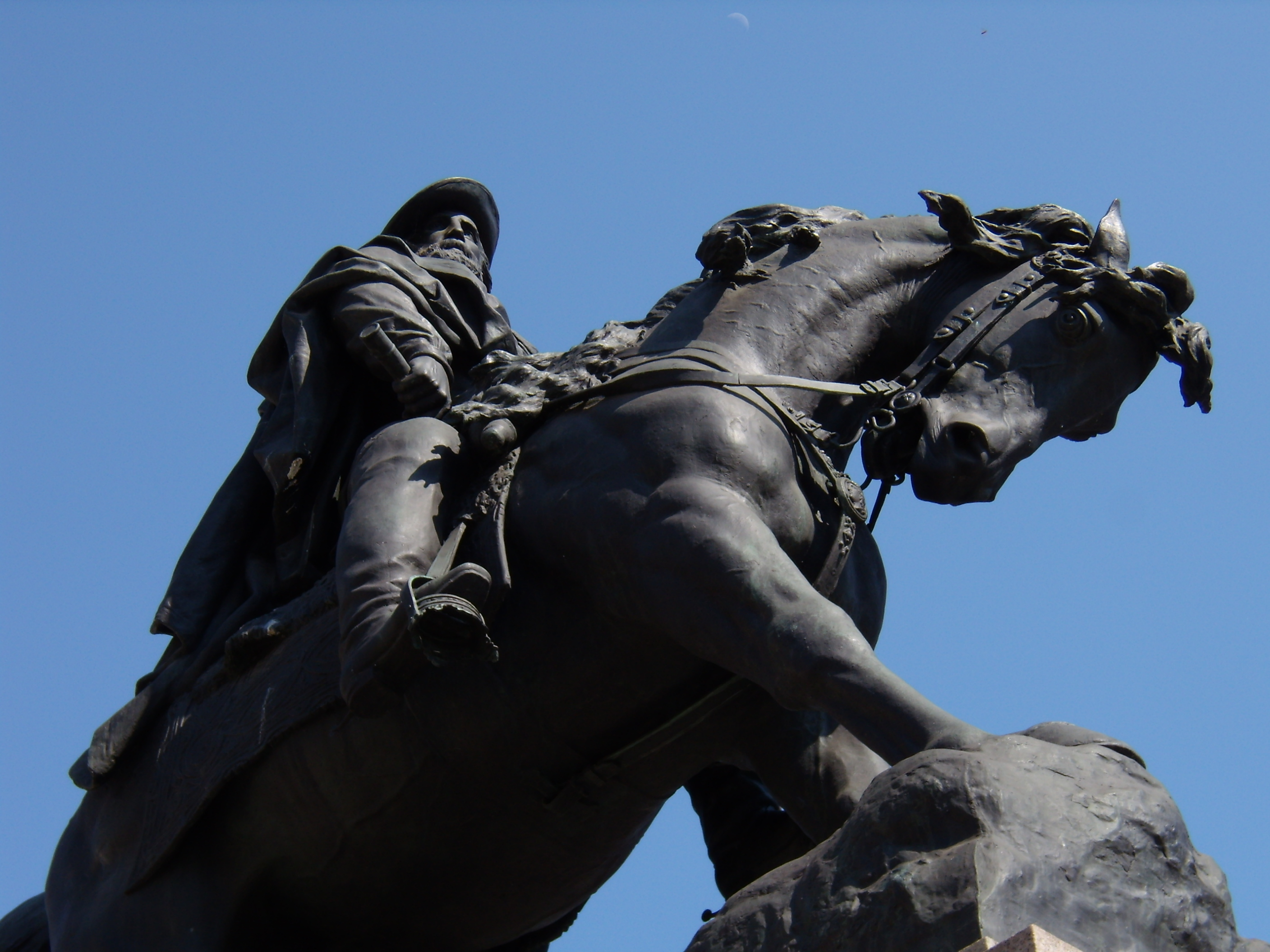
Rovigo Vêneto
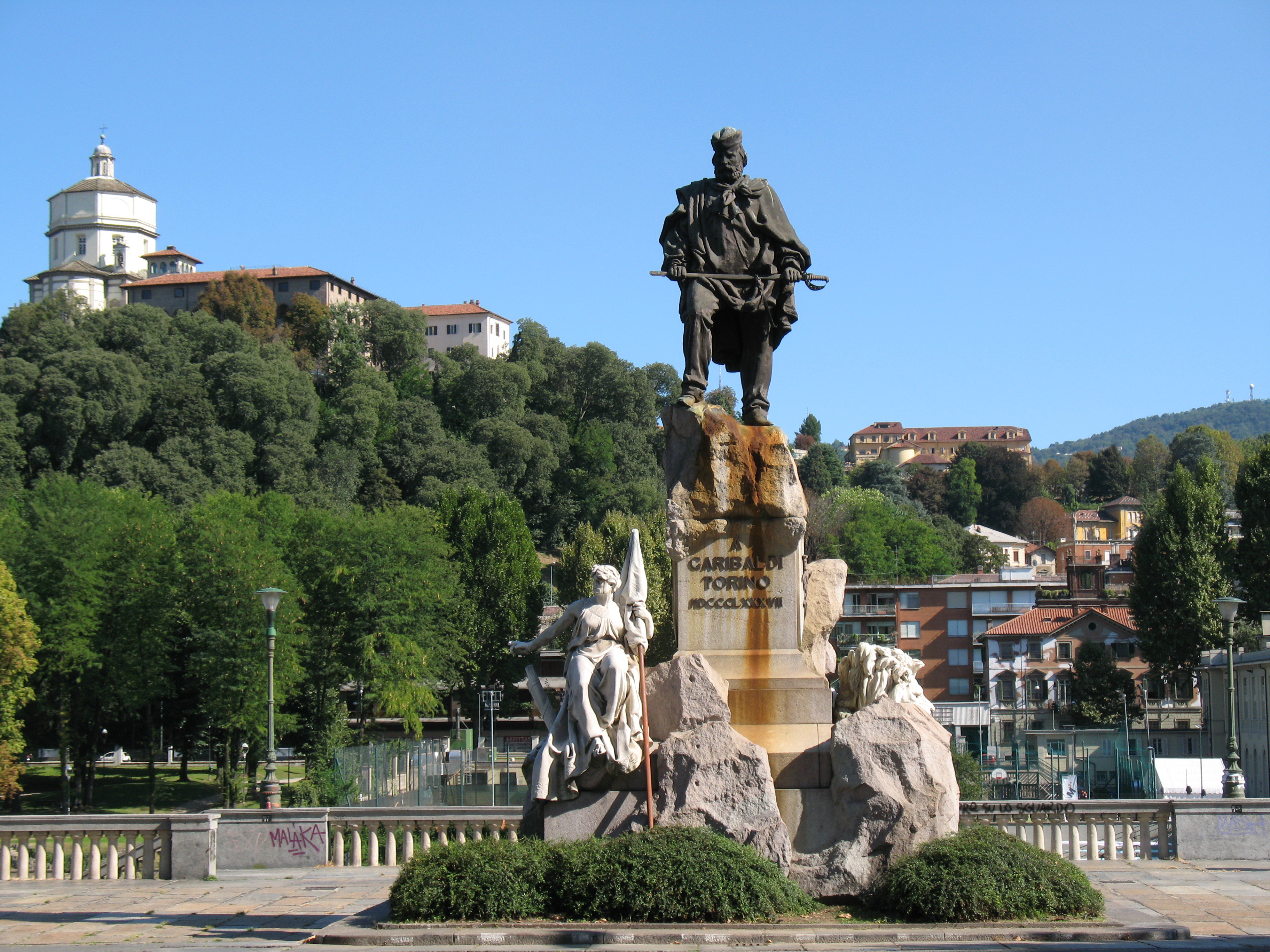
Turim Piemonte
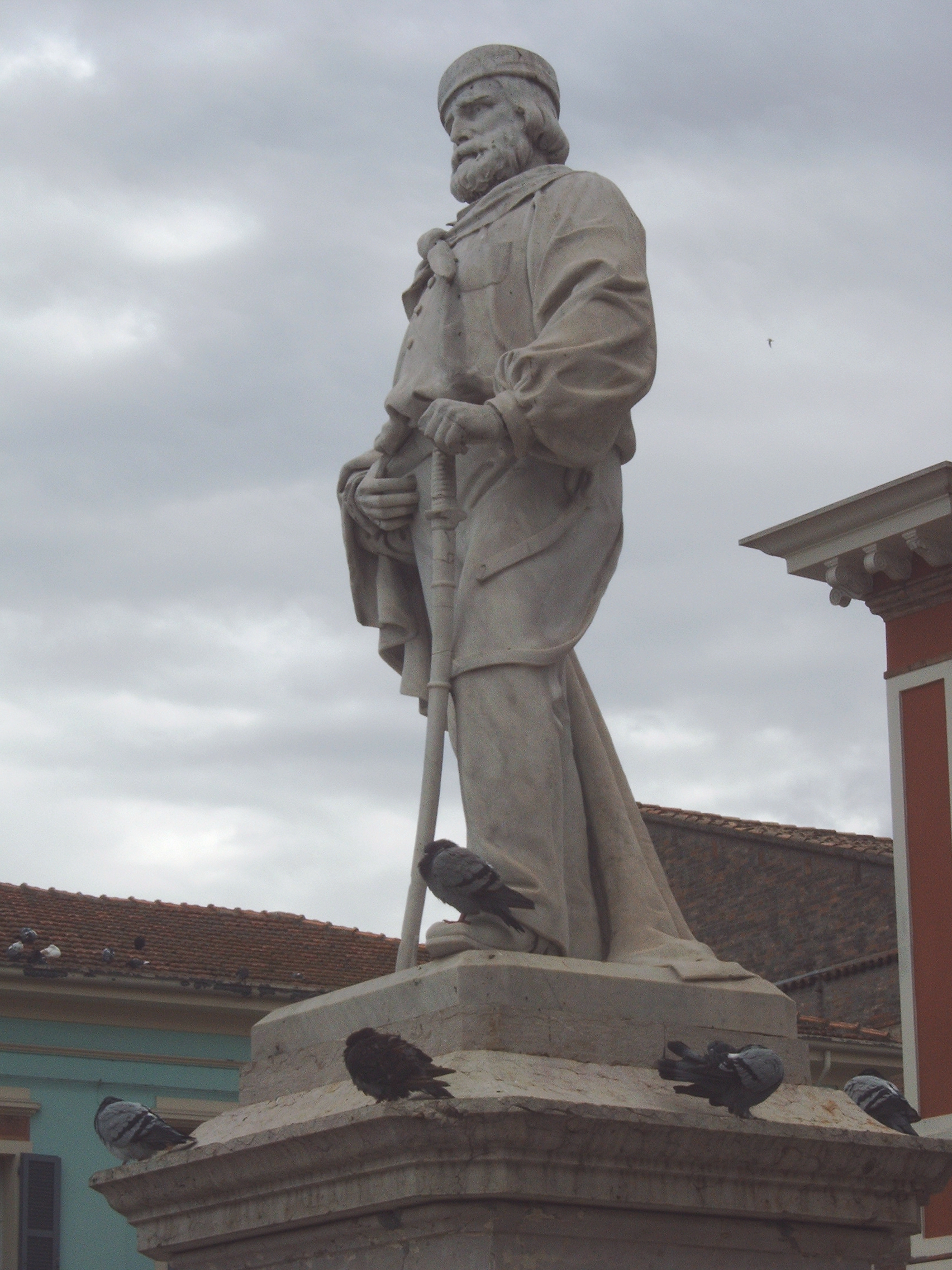
Cesenatico Emília-Romanha
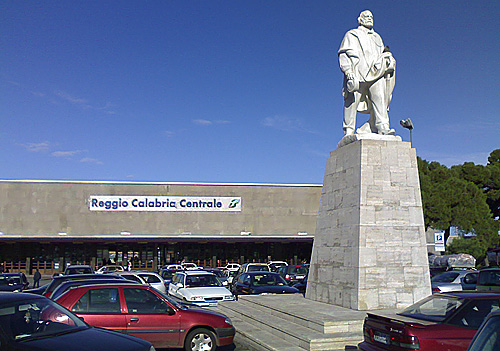
Praça Garibaldi Régio da Calábria Calábria

### Monumentos pelo mundo
Monumentos em homenagem a Giuseppe Garibaldi em países onde viveu ou esteve em campanha (França, Estados Unidos, San Marino, Brasil, Argentina) e também em outros países (Rússia, Hungria).

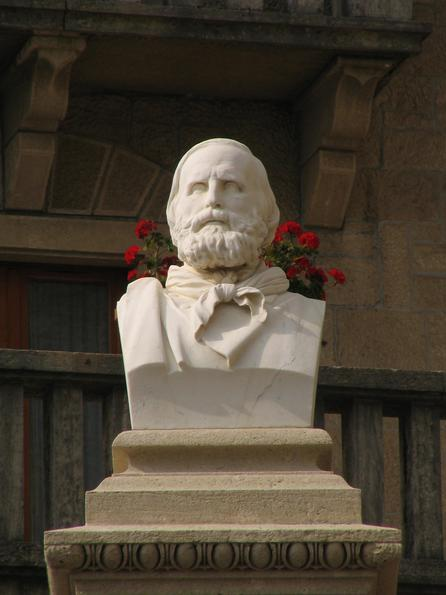
San Marino: Primeiro monumento no mundo dedicado a Garibaldi, por Stefano Galletti, 1882
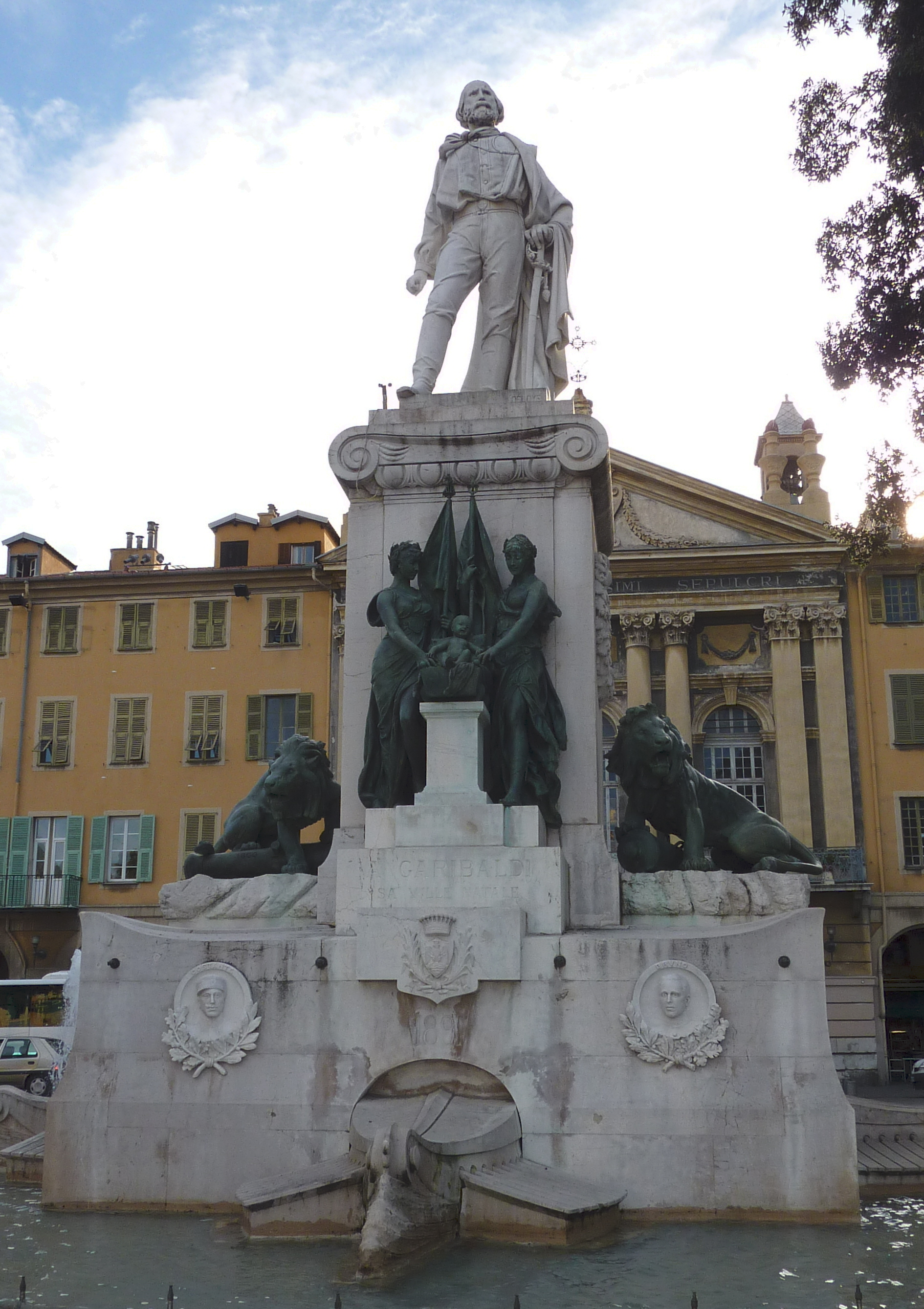
Nice, França, cidade natal de Garibaldi
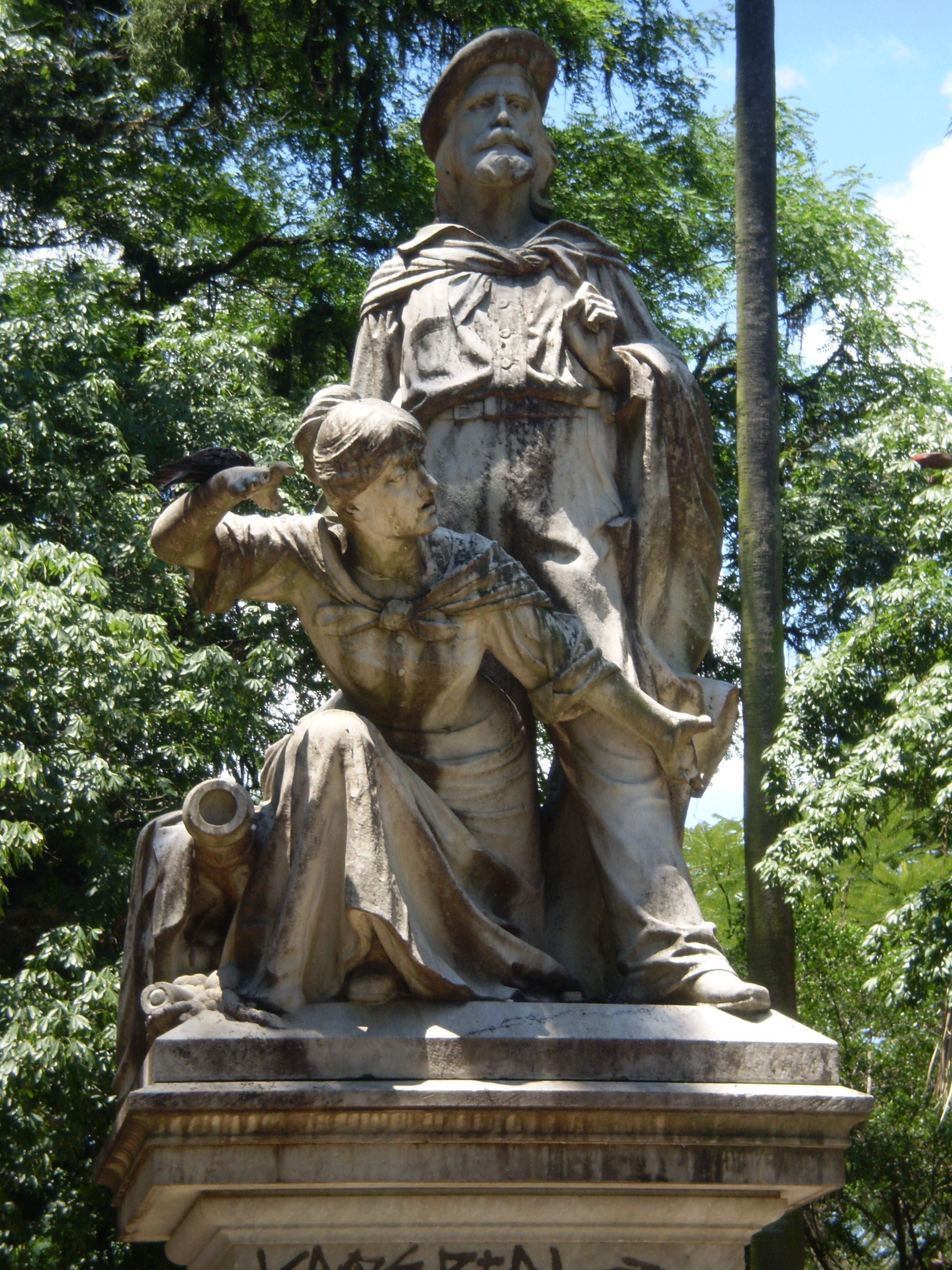
Anita e Giuseppe Garibaldi, Porto Alegre, Brasil
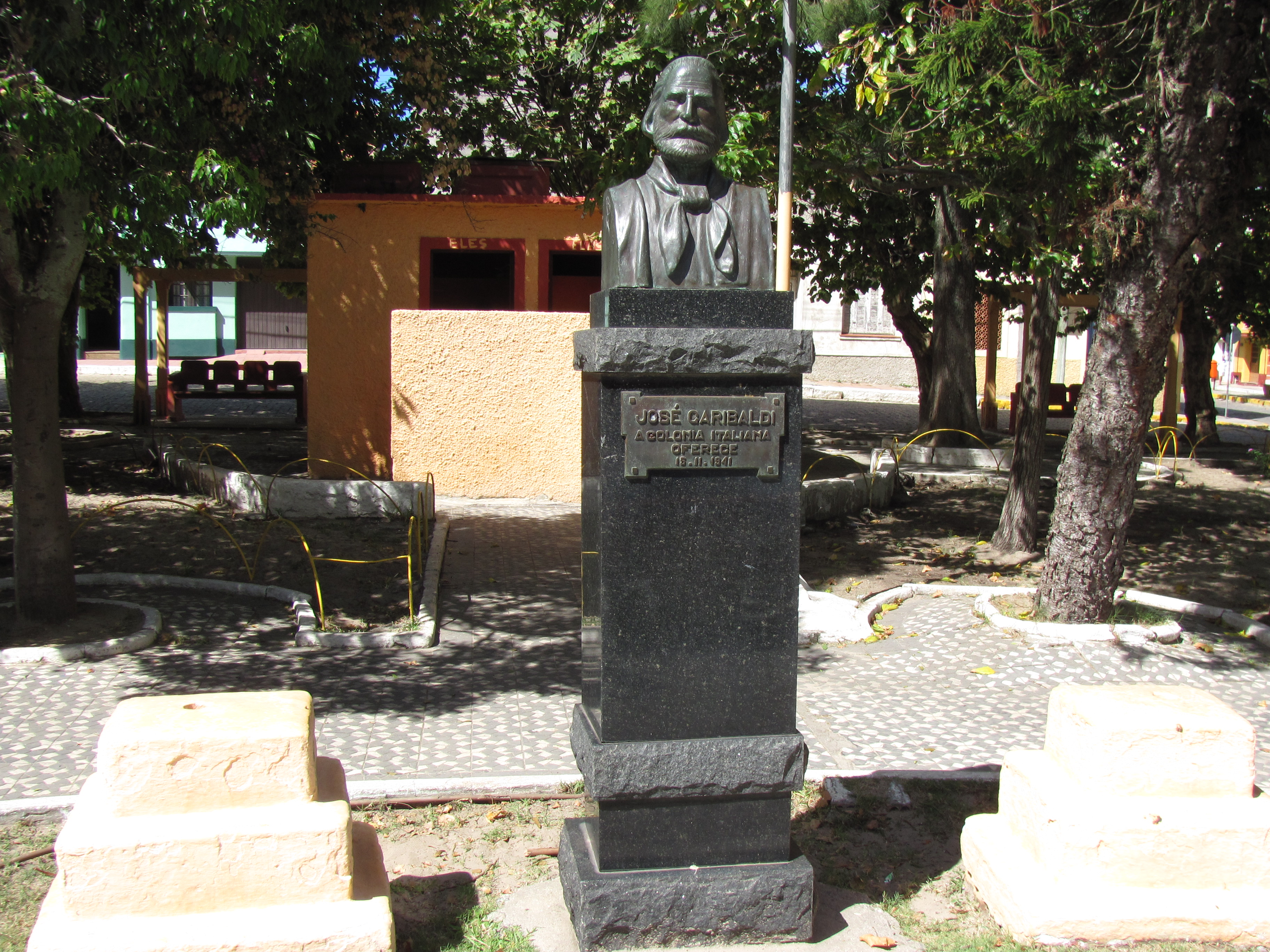
São José do Norte, Brasil.
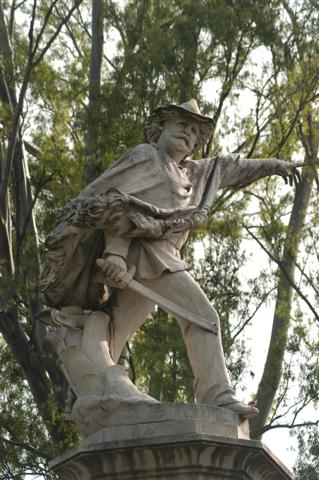
Praça Itália, Parque da Independência, Rosário, por Alessandro Biggi, 1885.
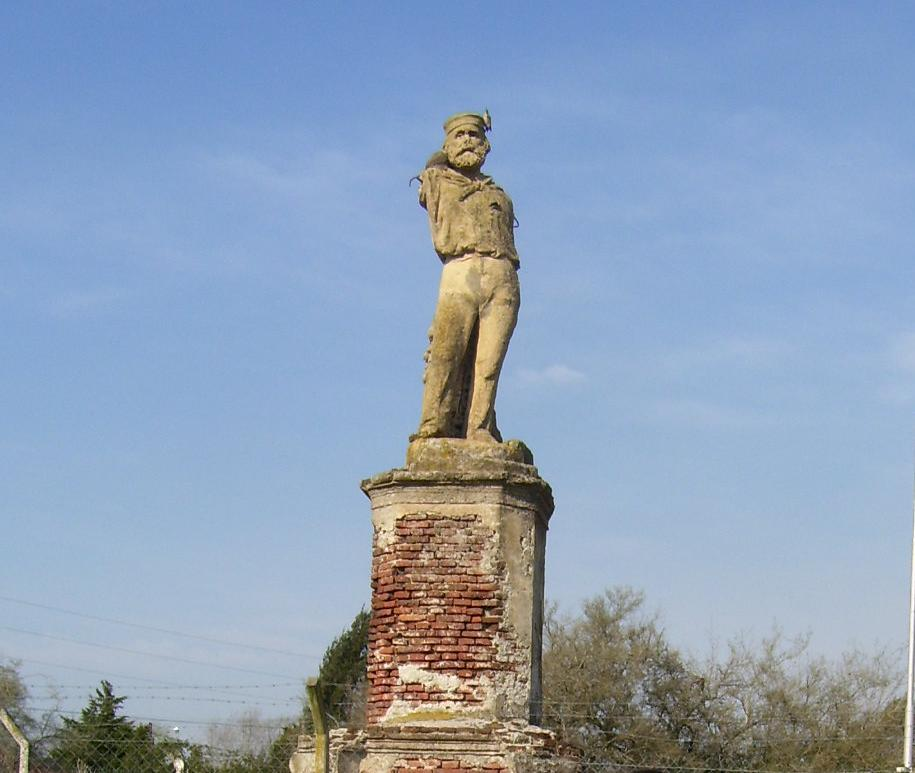
Vila Garibaldi, La Plata, Argentina
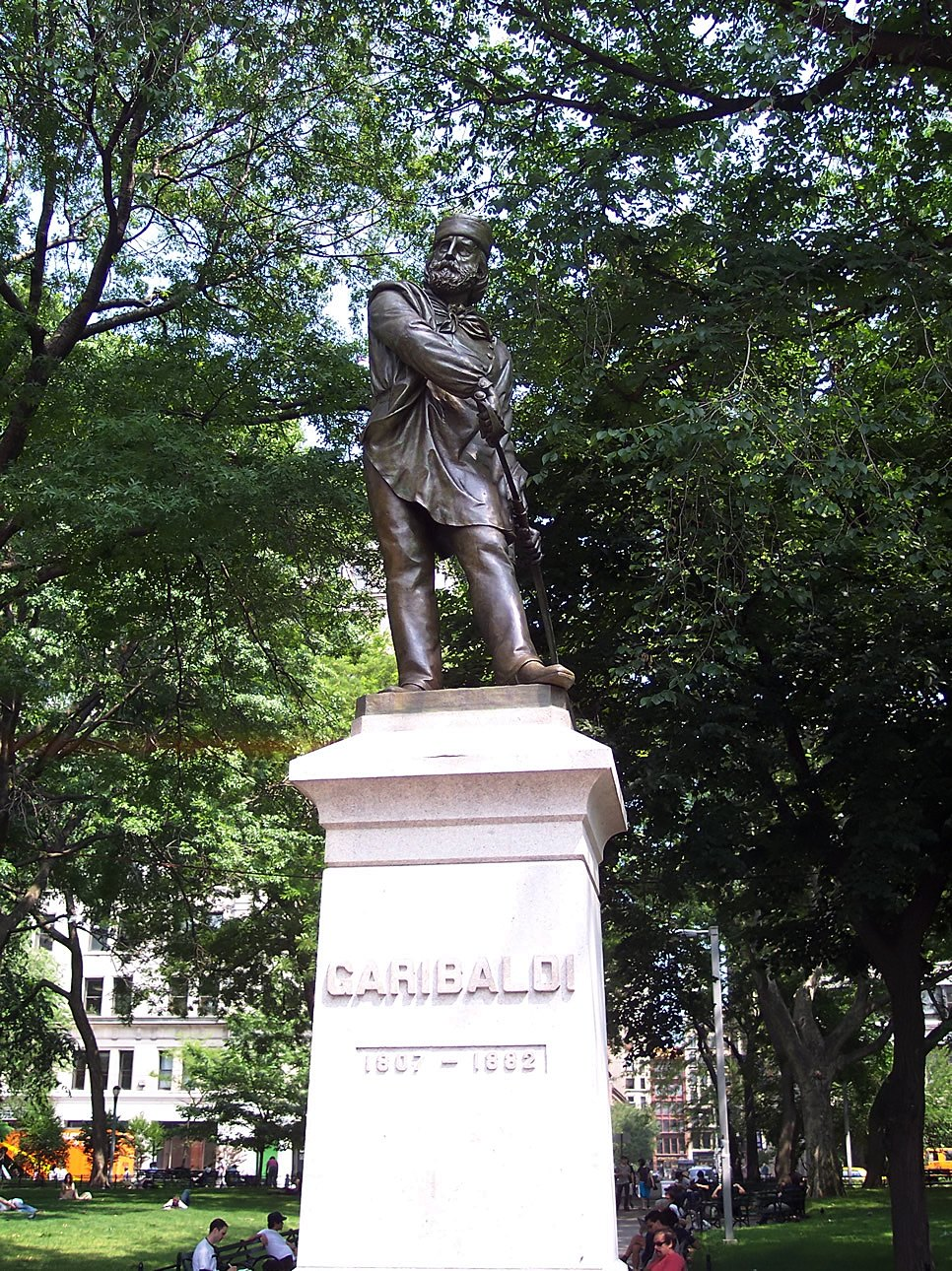
Parque Washington, Manhattan, Nova Iorque, Estados Unidos
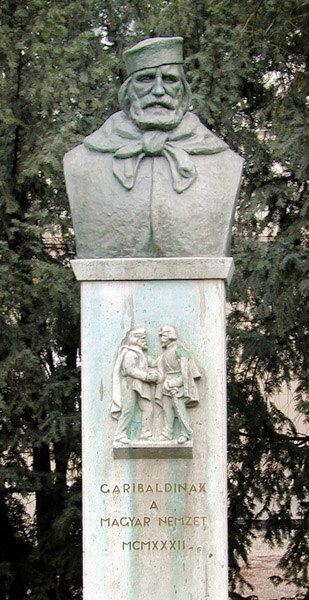
Budapeste - Hungria
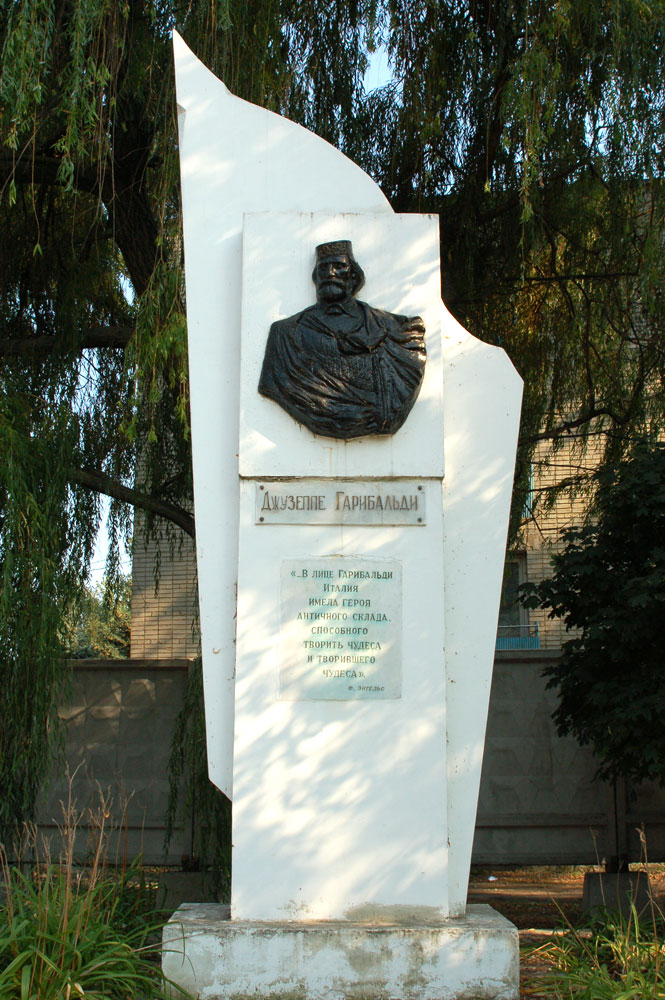
Taganrog, Rússia
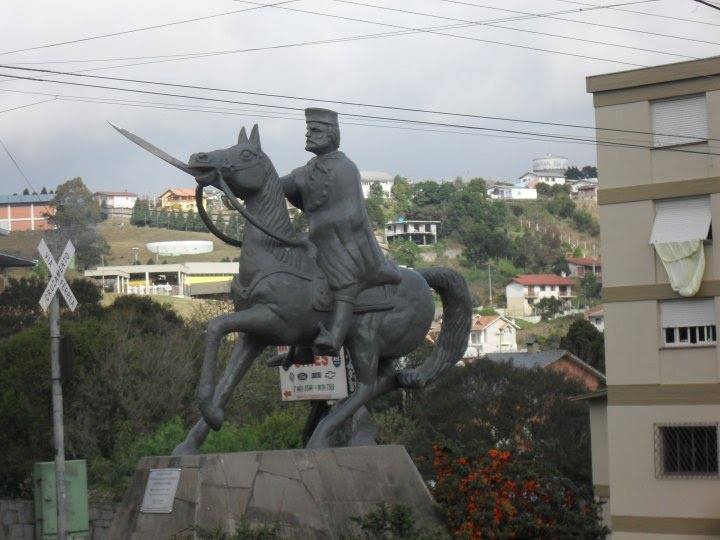
Garibaldi, Rio Grande do Sul, Brasil

## Representações na cultura
Giuseppe Garibaldi já foi retratado como personagem no cinema e na televisão, interpretado por Osvaldo Valenti no filme "Antonio Meucci" (1940), Raf Vallone no filme "Camicie rosse" (1952), Renzo Ricci no filme "Viva l'Italia!" (1961), Guram Pirtskhalava no filme "Tainstvennyy uznik" (1986) e Thiago Lacerda na minissérie "A Casa das Sete Mulheres" (2003).